# Suisse au Concours Eurovision de la chanson
La Suisse participe au Concours Eurovision de la chanson, depuis sa première édition, en 1956, et l'a remporté à trois reprises : en 1956, 1988 et 2024.

## Participation
La Suisse est un des sept pays fondateurs du Concours Eurovision de la chanson, avec l’Allemagne, la Belgique, la France, l'Italie, le Luxembourg et les Pays-Bas.
Le pays participe donc depuis 1956 et n'a manqué au total que quatre éditions du concours : en 1995, 1999, 2001 et 2003. Lors de ces quatre éditions, la Suisse fut reléguée, à la suite des résultats obtenus l’année précédente. 
Depuis l'instauration des demi-finales, en 2004, la Suisse a participé à dix finales du concours : en 2005, 2006, 2011, 2014, 2019, 2021, 2022, 2023, 2024 et 2025 (directement qualifiée en tant que pays hôte pour cette dernière).

## Organisation
La Suisse compte quatre langues officielles : l'allemand, le français, l'italien et le romanche. De ses cinquante-cinq participations au concours, le pays aura présenté au total cinquante-six chansons, dont vingt-trois en français, onze en allemand, onze en italien, dix en anglais et une seule en romanche. Sur ses trois chansons victorieuses, deux étaient rédigées en français Refrain et Ne partez pas sans moi et une en anglais, The Code.

## Résultats
La Suisse a remporté le concours à trois reprises.
La première fois, en 1956, avec la chanson Refrain, interprétée par Lys Assia. À cette occasion, la Suisse devint le tout premier pays participant et le tout premier pays hôte à gagner l’Eurovision. Lys Assia demeure la seule Suissesse à avoir jamais gagné le concours.
La seconde fois, en 1988, avec la chanson Ne partez pas sans moi, interprétée par Céline Dion. Cette victoire demeure célèbre pour l'intense suspense qui y présida, la Suisse et le Royaume-Uni terminant à un seul point d’écart. Après le vote de l’avant-dernier jury, le Royaume-Uni affichait 136 points et la Suisse, 131. La victoire dépendit donc entièrement des résultats du jury yougoslave. Or,  après l'attribution des cinq premiers points, la porte-parole yougoslave Miša Molk annonça : « Switzerland, six points ». Le public poussa un cri de surprise : la Suisse était désormais en tête, à 137 points, mais avec seulement un point de plus que le Royaume-Uni, alors qu’il restait encore quatre scores à attribuer. Miša Molk poursuivit son décompte : « Netherlands, seven points. Germany, eight points. » Lorsqu'elle annonça : « Norway, ten points », le public poussa à nouveau un grand cri, car la victoire allait être déterminée par le dernier vote du dernier jury. C'est alors que Miša Molk annonça : « And finally, France... », créant ainsi un ultime rebondissement et offrant la victoire à la Suisse. Par la suite, Céline Dion, jusque-là connue en France et au Canada, entama une très grande carrière internationale, qui la verra vendre des millions de disques partout à travers le monde. En 2005, Ne partez pas sans moi fut élue onzième meilleure chanson à jamais avoir été présentée au Concours lors de l'émission spéciale Congratulations : 50 ans du Concours Eurovision de la chanson.
Et enfin, la troisième fois en 2024, avec Nemo et sa chanson The Code. En finale, Nemo reçoit 12 points de la part des jurys de 22 pays sur 36. Tous les autres lui donnent également des points, à l'exception de la Croatie. Au total, The Code est en tête des votes des jurys avec 365 points. Grâce aux 226 points du télévote, l'artiste suisse totalise 591 points et remporte le concours avec 44 points d'avance sur la Croatie.
Le pays a terminé à trois reprises à la deuxième place (en 1958, 1963 et 1986) et à quatre reprises à la troisième place (en 1961, 1982, 1993 et 2021). A contrario, la Suisse a terminé à la dernière place à neuf reprises : cinq fois en finale (en 1964, 1967, 1974, 1998 et 2011) et quatre fois en demi-finale (en 2004, 2010, 2015 et 2016). Elle a en outre obtenu un nul point à quatre reprises : en 1964, 1967, 1998 et 2004.

## Pays hôte

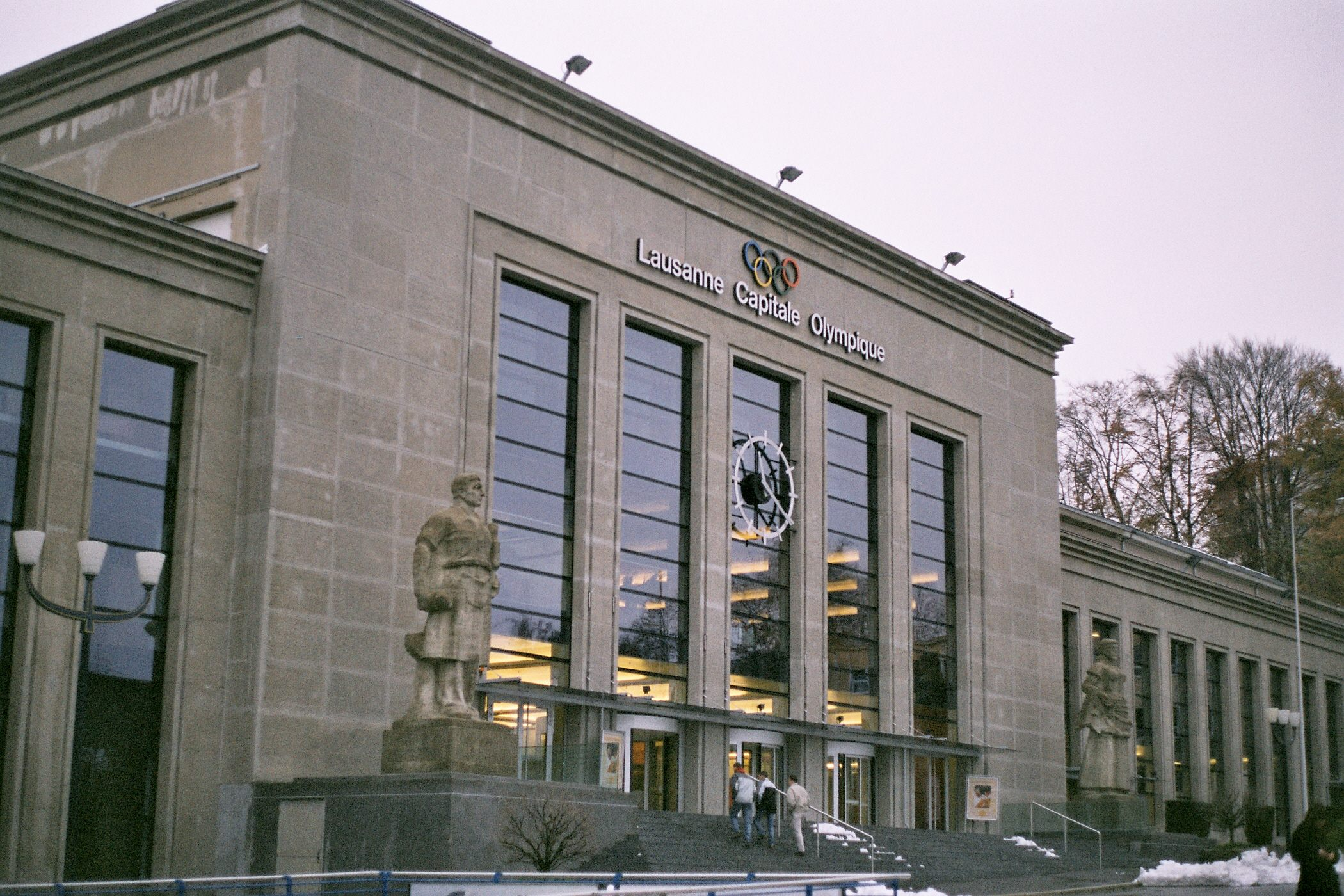
Lausanne est la ville hôte de l'Eurovision 1989 avec le Palais de Beaulieu.

La Suisse a organisé le concours à trois reprises : en 1956, 1989 et 2025.
En 1956, l'évènement se déroula le mercredi 24 mai 1956, au Teatro Kursaal de  Lugano. Le présentateur de la soirée fut Lohengrin Filipello et le directeur musical, Fernando Paggi. Ce fut la toute première édition du concours. Ce fut également la seule fois que la soirée fut présentée par un seul homme et que les résultats ne furent jamais rendus publics.
En 1989, l'évènement se déroula le samedi 6 mai 1989, au Palais de Beaulieu, à Lausanne. Les présentateurs de la soirée furent Lolita Morena et Jacques Deschenaux et le directeur musical, Benoit Kaufman.

## Faits notables
En 1963, le déroulement du vote rencontra plusieurs problèmes et causa une controverse majeure dans l'histoire du concours. Les porte-paroles nationaux devaient en effet annoncer dans l'ordre : le numéro d'ordre de passage de la chanson, le nom du pays correspondant et finalement les votes qui lui étaient attribués. Mais le porte-parole du jury norvégien, Roald Øyen, ne respecta pas la procédure et se trompa dans ses énoncés. Il attribua successivement 5 votes au Royaume-Uni, 4 votes à l'Italie, 3 votes à la Suisse, 2 votes au Danemark et 1 vote à l'Allemagne, tout en confondant les ordres de passage. Il fut repris par la présentatrice, Katie Boyle, qui le pria de répéter les résultats dans l'ordre correct. Roald Øyen demanda alors d'être rappelé à la fin du vote, après que tous les autres pays aient été contactés. À la fin de la procédure, la Suisse était en tête avec 42 votes et le Danemark, deuxième avec 40 votes. Mais, lorsque Katie Boyle recontacta le jury norvégien, Roald Øyen lut des résultats différents de ceux énoncés précédemment. Il attribua successivement 5 votes au Royaume-Uni, 2 votes à l'Allemagne, 3 votes à l'Italie, 4 votes au Danemark et 1 vote à la Suisse. Les résultats furent corrigés sur le tableau. Le Danemark obtint ainsi 42 votes et la Suisse, 40. Le Danemark fut alors proclamé vainqueur. Il s'avéra par la suite que les résultats du jury norvégien n'étaient pas prêts lorsqu'il fut appelé pour la première fois par Katie Boyle. Son président était encore occupé à additionner les votes des jurés. Pris de court, Roald Øyen aurait lu des résultats provisoires.
Le groupe suisse, Peter, Sue & Marc, demeure le seul groupe de l'histoire du concours à avoir participé à quatre reprises. Tous trois sont également les seuls à avoir interprété leurs chansons dans quatre langues différentes : le français en 1971, l'anglais en 1976, l'allemand en 1979 et l'italien en 1981. En 1979, ils se firent accompagner par un groupe de musique folk alternative, le trio Pfuri, Gorps & Kniri. Ces derniers utilisèrent des objets de jardin comme instruments de musique, notamment des sacs en plastique, un râteau métallique, un arrosoir et un sécateur. Mais à cause d’eux, tous faillirent se faire refouler du pays, à leur arrivée à l’aéroport de Tel-Aviv. Les services de sécurité eurent en effet beaucoup de mal à croire qu’ils en usaient réellement comme d’instruments.
En 1992, la chanson devant représenter le pays était à l’origine, Soleil, Soleil, interprétée par Géraldine Olivier. Mais après la finale nationale, il apparut que Soleil, Soleil en avait enfreint le règlement. En effet, la chanson avait été préalablement soumise au télédiffuseur suisse francophone, qui l’avait refusée. Son auteur l’avait alors traduite et présentée au télédiffuseur suisse germanophone qui la retint. Ce procédé étant interdit, Soleil, Soleil fut disqualifiée. Et c’est finalement la chanson ayant terminé en deuxième position, Mister Music Man, interprétée par Daisy Auvray, qui concourut à Malmö.

## Représentants
| Édition | Année | Artiste(s)                               | Chanson                            | Langue(s)           | Traduction française                     | Finale                                                 | Finale                                                 | Demi-finale                                            | Demi-finale                                            |
| Édition | Année | Artiste(s)                               | Chanson                            | Langue(s)           | Traduction française                     | Place                                                  | Points                                                 | Place                                                  | Points                                                 |
| ------- | ----- | ---------------------------------------- | ---------------------------------- | ------------------- | ---------------------------------------- | ------------------------------------------------------ | ------------------------------------------------------ | ------------------------------------------------------ | ------------------------------------------------------ |
| 1re     | 1956  | Lys Assia                                | Das alte Karussell                 | Allemand            | Le vieux carrousel                       | -                                                      | -                                                      |                                                        |                                                        |
| 1re     | 1956  | Lys Assia                                | Refrain                            | Français            | -                                        | 01                                                     | -                                                      |                                                        |                                                        |
| 2e      | 1957  | Lys Assia                                | L'Enfant que j'étais               | Français            | -                                        | 08                                                     | 05                                                     |                                                        |                                                        |
| 3e      | 1958  | Lys Assia                                | Giorgio                            | Allemand, italien   | -                                        | 02                                                     | 24                                                     |                                                        |                                                        |
| 4e      | 1959  | Christa Williams                         | Irgendwoher                        | Allemand            | De quelque part                          | 04                                                     | 14                                                     |                                                        |                                                        |
| 5e      | 1960  | Anita Traversi                           | Cielo e terra                      | Italien             | Ciel et terre                            | 08                                                     | 05                                                     |                                                        |                                                        |
| 6e      | 1961  | Franca di Rienzo                         | Nous aurons demain                 | Français            | -                                        | 03                                                     | 16                                                     |                                                        |                                                        |
| 7e      | 1962  | Jean Philippe                            | Le Retour                          | Français            | -                                        | 10                                                     | 02                                                     |                                                        |                                                        |
| 8e      | 1963  | Esther Ofarim                            | T'en va pas                        | Français            | -                                        | 02                                                     | 40                                                     |                                                        |                                                        |
| 9e      | 1964  | Anita Traversi                           | I miei pensieri                    | Italien             | Mes pensées                              | 13                                                     | 00                                                     |                                                        |                                                        |
| 10e     | 1965  | Yovánna                                  | Non, à jamais sans toi             | Français            | -                                        | 08                                                     | 08                                                     |                                                        |                                                        |
| 11e     | 1966  | Madeleine Pascal                         | Ne vois-tu pas ?                   | Français            | -                                        | 06                                                     | 12                                                     |                                                        |                                                        |
| 12e     | 1967  | Géraldine                                | Quel cœur vas-tu briser ?          | Français            | -                                        | 17                                                     | 00                                                     |                                                        |                                                        |
| 13e     | 1968  | Gianni Mascolo                           | Guardando il sole                  | Italien             | En regardant le soleil                   | 13                                                     | 02                                                     |                                                        |                                                        |
| 14e     | 1969  | Paola del Medico                         | Bonjour, Bonjour                   | Allemand            | -                                        | 05                                                     | 13                                                     |                                                        |                                                        |
| 15e     | 1970  | Henri Dès                                | Retour                             | Français            | -                                        | 04                                                     | 08                                                     |                                                        |                                                        |
| 16e     | 1971  | Peter, Sue & Marc                        | Les Illusions de nos vingt ans     | Français            | -                                        | 12                                                     | 78                                                     |                                                        |                                                        |
| 17e     | 1972  | Véronique Müller                         | C'est la chanson de mon amour      | Français            | -                                        | 08                                                     | 88                                                     |                                                        |                                                        |
| 18e     | 1973  | Patrick Juvet                            | Je vais me marier, Marie           | Français            | -                                        | 12                                                     | 79                                                     |                                                        |                                                        |
| 19e     | 1974  | Piera Martell                            | Mein Ruf nach dir                  | Allemand            | Mon appel à toi                          | 14                                                     | 03                                                     |                                                        |                                                        |
| 20e     | 1975  | Simone Drexel                            | Mikado                             | Allemand            | Mikado                                   | 06                                                     | 77                                                     |                                                        |                                                        |
| 21e     | 1976  | Peter, Sue & Marc                        | Djambo, Djambo                     | Anglais             | -                                        | 04                                                     | 91                                                     |                                                        |                                                        |
| 22e     | 1977  | Pepe Lienhard Band                       | Swiss Lady                         | Allemand            | Lady suisse                              | 06                                                     | 71                                                     |                                                        |                                                        |
| 23e     | 1978  | Carole Vinci                             | Vivre                              | Français            | -                                        | 09                                                     | 65                                                     |                                                        |                                                        |
| 24e     | 1979  | Peter, Sue & Marc & Pfuri, Gorps & Kniri | Trödler und Co                     | Allemand            | Brocanteurs et Cie                       | 10                                                     | 60                                                     |                                                        |                                                        |
| 25e     | 1980  | Paola                                    | Cinéma                             | Français            | -                                        | 04                                                     | 104                                                    |                                                        |                                                        |
| 26e     | 1981  | Peter, Sue & Marc                        | Io senza te                        | Italien             | Moi sans toi                             | 04                                                     | 121                                                    |                                                        |                                                        |
| 27e     | 1982  | Arlette Zola                             | Amour on t'aime                    | Français            | -                                        | 03                                                     | 97                                                     |                                                        |                                                        |
| 28e     | 1983  | Mariella Farré                           | Io così non ci sto                 | Italien             | Je n'aime pas cela ainsi                 | 15                                                     | 28                                                     |                                                        |                                                        |
| 29e     | 1984  | Rainy Day                                | Welche Farbe hat der Sonnenschein? | Allemand            | Quelle couleur a le soleil ?             | 16                                                     | 30                                                     |                                                        |                                                        |
| 30e     | 1985  | Mariella Farré & Pino Gasparini          | Piano, piano                       | Allemand            | Lentement, lentement                     | 12                                                     | 39                                                     |                                                        |                                                        |
| 31e     | 1986  | Daniela Simons                           | Pas pour moi                       | Français            | -                                        | 02                                                     | 140                                                    |                                                        |                                                        |
| 32e     | 1987  | Carol Rich                               | Moitié, moitié                     | Français            | -                                        | 17                                                     | 26                                                     |                                                        |                                                        |
| 33e     | 1988  | Céline Dion                              | Ne partez pas sans moi             | Français            | -                                        | 01                                                     | 137                                                    |                                                        |                                                        |
| 34e     | 1989  | Furbaz                                   | Viver senza tei                    | Romanche            | Vivre sans toi                           | 13                                                     | 47                                                     |                                                        |                                                        |
| 35e     | 1990  | Egon Egemann                             | Musik klingt in die Welt hinaus    | Allemand            | La musique résonne partout dans le monde | 11                                                     | 51                                                     |                                                        |                                                        |
| 36e     | 1991  | Sandra Simó                              | Canzone per te                     | Italien             | Chanson pour toi                         | 05                                                     | 118                                                    |                                                        |                                                        |
| 37e     | 1992  | Daisy Auvray                             | Mister Music Man                   | Français            | -                                        | 15                                                     | 32                                                     |                                                        |                                                        |
| 38e     | 1993  | Annie Cotton                             | Moi, tout simplement               | Français            | -                                        | 03                                                     | 148                                                    |                                                        |                                                        |
| 39e     | 1994  | Duilio                                   | Sto pregando                       | Italien             | Je prie                                  | 19                                                     | 15                                                     |                                                        |                                                        |
| 40e     | 1995  | Relégation en 1995.                      | Relégation en 1995.                | Relégation en 1995. | Relégation en 1995.                      | Relégation en 1995.                                    | Relégation en 1995.                                    |                                                        |                                                        |
| 41e     | 1996  | Kathy Leander                            | Mon cœur l'aime                    | Français            | -                                        | 16                                                     | 22                                                     |                                                        |                                                        |
| 42e     | 1997  | Barbara Berta                            | Dentro di me                       | Italien             | A l'intérieur de moi                     | 22                                                     | 05                                                     |                                                        |                                                        |
| 43e     | 1998  | Gunvor                                   | Lass' ihn                          | Allemand            | Laisse-le                                | 25                                                     | 00                                                     |                                                        |                                                        |
| 44e     | 1999  | Relégation en 1999.                      | Relégation en 1999.                | Relégation en 1999. | Relégation en 1999.                      | Relégation en 1999.                                    | Relégation en 1999.                                    |                                                        |                                                        |
| 45e     | 2000  | Jane Bogaert                             | La vita cos'è?                     | Italien             | Qu'est-ce que la vie ?                   | 20                                                     | 14                                                     |                                                        |                                                        |
| 46e     | 2001  | Relégation en 2001.                      | Relégation en 2001.                | Relégation en 2001. | Relégation en 2001.                      | Relégation en 2001.                                    | Relégation en 2001.                                    |                                                        |                                                        |
| 47e     | 2002  | Francine Jordi                           | Dans le jardin de mon âme          | Français            | -                                        | 22                                                     | 15                                                     |                                                        |                                                        |
| 48e     | 2003  | Relégation en 2003.                      | Relégation en 2003.                | Relégation en 2003. | Relégation en 2003.                      | Relégation en 2003.                                    | Relégation en 2003.                                    |                                                        |                                                        |
| 49e     | 2004  | Piero & The Music Stars                  | Celebrate                          | Anglais             | Célébrons                                |                                                        |                                                        | 22                                                     | 00                                                     |
| 50e     | 2005  | Vanilla Ninja                            | Cool Vibes                         | Anglais             | Froides vibrations                       | 08                                                     | 128                                                    | 08                                                     | 114                                                    |
| 51e     | 2006  | Six4one                                  | If We All Give a Little            | Anglais             | Si nous donnons tous un peu              | 17                                                     | 30                                                     |                                                        |                                                        |
| 52e     | 2007  | DJ Bobo                                  | Vampires Are Alive                 | Anglais             | Les vampires sont en vie                 |                                                        |                                                        | 20                                                     | 40                                                     |
| 53e     | 2008  | Paolo Meneguzzi                          | Era stupendo                       | Italien             | C'était merveilleux                      |                                                        |                                                        | 13                                                     | 47                                                     |
| 54e     | 2009  | Lovebugs                                 | The Highest Heights                | Anglais             | Les plus hautes hauteurs                 |                                                        |                                                        | 14                                                     | 15                                                     |
| 55e     | 2010  | Michael von der Heide                    | Il pleut de l'or                   | Français            | -                                        |                                                        |                                                        | 17                                                     | 02                                                     |
| 56e     | 2011  | Anna Rossinelli                          | In Love for a While                | Anglais             | Amoureuse depuis un moment               | 25                                                     | 19                                                     | 10                                                     | 55                                                     |
| 57e     | 2012  | Sinplus                                  | Unbreakable                        | Anglais             | Incassable                               |                                                        |                                                        | 11                                                     | 45                                                     |
| 58e     | 2013  | Takasa                                   | You and Me                         | Anglais             | Toi et moi                               |                                                        |                                                        | 13                                                     | 41                                                     |
| 59e     | 2014  | SeBAlter                                 | Hunter of Stars                    | Anglais             | Chasseur d'étoiles                       | 13                                                     | 64                                                     | 04                                                     | 92                                                     |
| 60e     | 2015  | Mélanie René                             | Time to Shine                      | Anglais             | Moment pour briller                      |                                                        |                                                        | 17                                                     | 04                                                     |
| 61e     | 2016  | Rykka                                    | The Last of Our Kind               | Anglais             | Le dernier de notre genre                |                                                        |                                                        | 18                                                     | 28                                                     |
| 62e     | 2017  | Timebelle                                | Apollo                             | Anglais             | Apollon                                  |                                                        |                                                        | 12                                                     | 97                                                     |
| 63e     | 2018  | ZiBBZ                                    | Stones                             | Anglais             | Pierres                                  |                                                        |                                                        | 13                                                     | 86                                                     |
| 64e     | 2019  | Luca Hänni                               | She Got Me                         | Anglais             | Elle m'a eu                              | 04                                                     | 364                                                    | 04                                                     | 232                                                    |
| 65e     | 2020  | Gjon's Tears                             | Répondez-moi                       | Français            | -                                        | Concours annulé à la suite de la pandémie de COVID-19. | Concours annulé à la suite de la pandémie de COVID-19. | Concours annulé à la suite de la pandémie de COVID-19. | Concours annulé à la suite de la pandémie de COVID-19. |
| 65e     | 2021  | Gjon's Tears                             | Tout l'Univers                     | Français            | -                                        | 03                                                     | 432                                                    | 01                                                     | 291                                                    |
| 66e     | 2022  | Marius Bear                              | Boys Do Cry                        | Anglais             | Les garçons peuvent pleurer              | 17                                                     | 78                                                     | 09                                                     | 118                                                    |
| 67e     | 2023  | Remo Forrer                              | Watergun                           | Anglais             | Pistolet à eau                           | 20                                                     | 92                                                     | 07                                                     | 97                                                     |
| 68e     | 2024  | Nemo                                     | The Code                           | Anglais             | Le code                                  | 01                                                     | 591                                                    | 04                                                     | 132                                                    |
| 69e     | 2025  | Zoë Më                                   | Voyage                             | Français            | -                                        | 10                                                     | 214                                                    |                                                        |                                                        |
| 70e     | 2026  |                                          |                                    |                     |                                          |                                                        |                                                        |                                                        |                                                        |

- Première place
- Deuxième place
- Troisième place
- Dernière place
- Suisse organisatrice

 Qualification automatique en finale
 Élimination en demi-finale

## Galerie

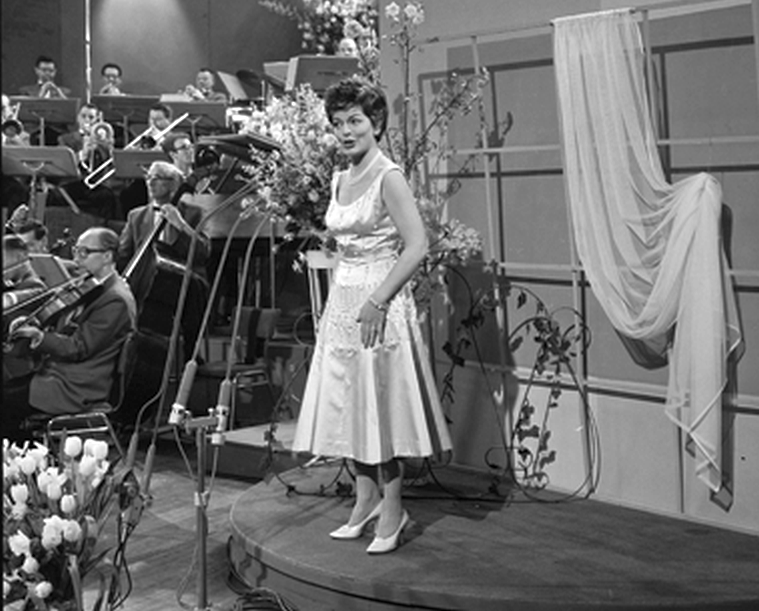
Lys Assia à Hilversum (1958)
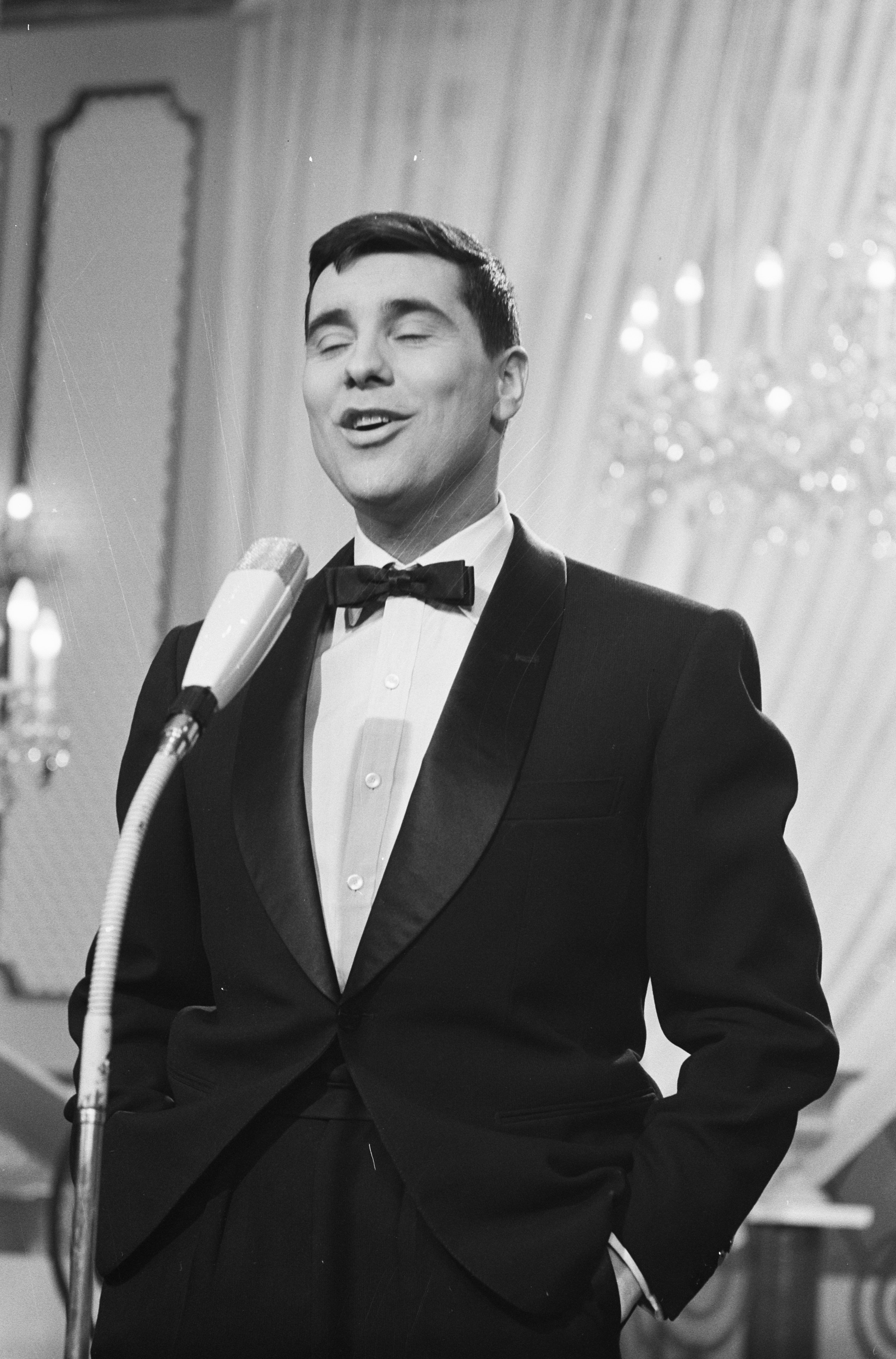
Jean Philippe à Luxembourg (1962)
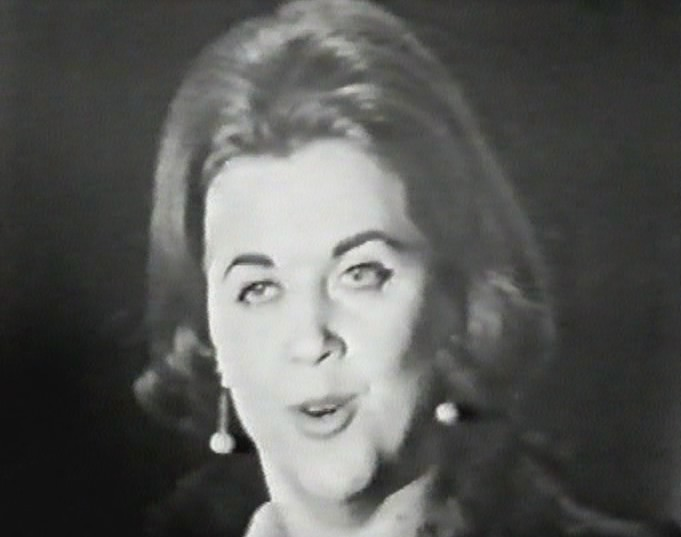
Yovánna à Naples (1965)
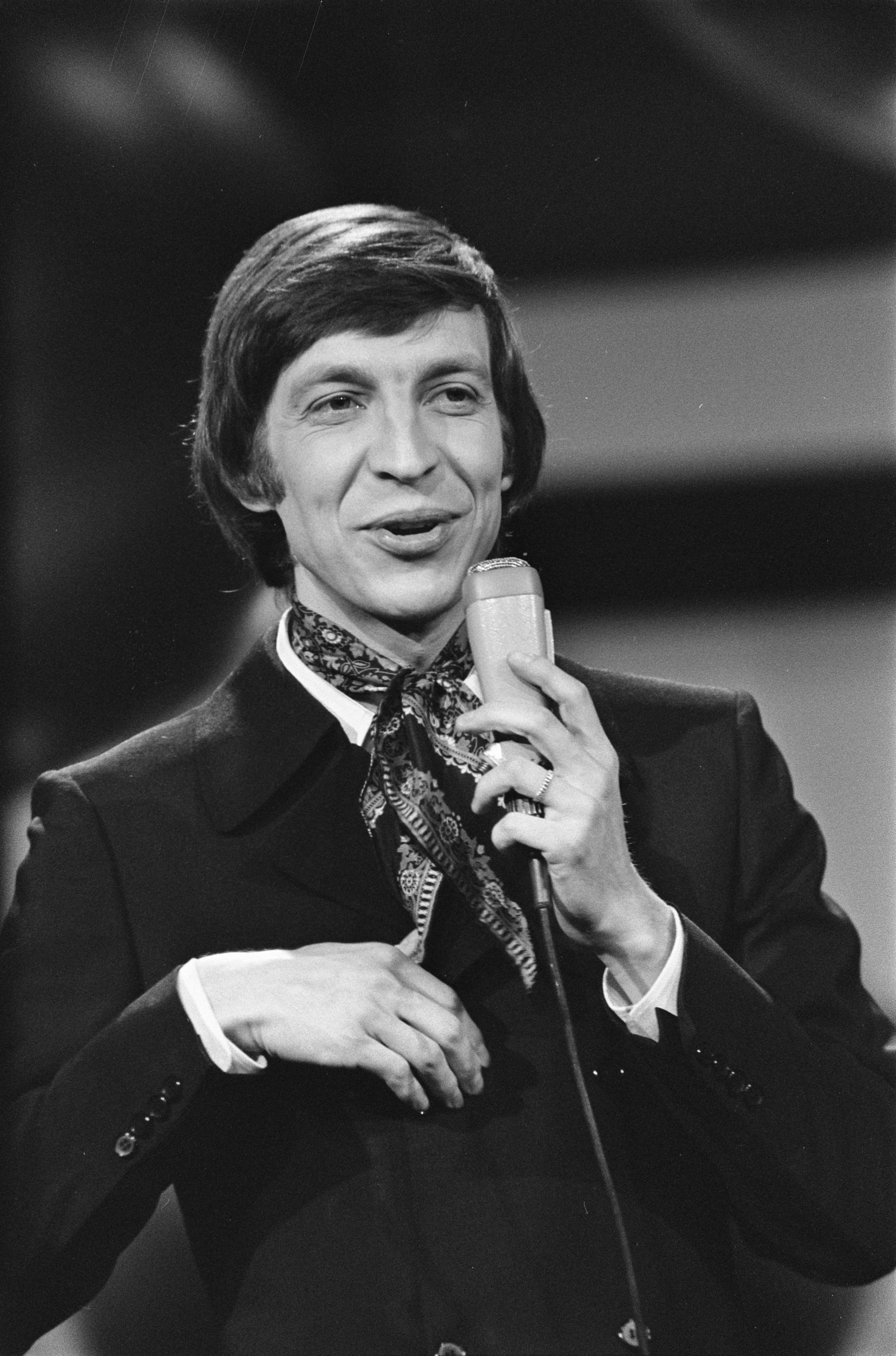
Henri Dès à Amsterdam (1970)
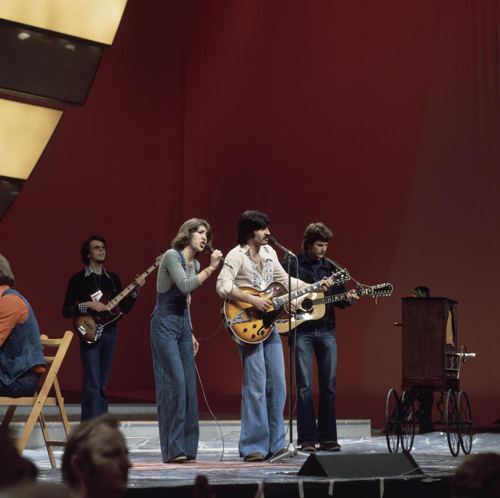
Peter, Sue & Marc à La Hague (1976)
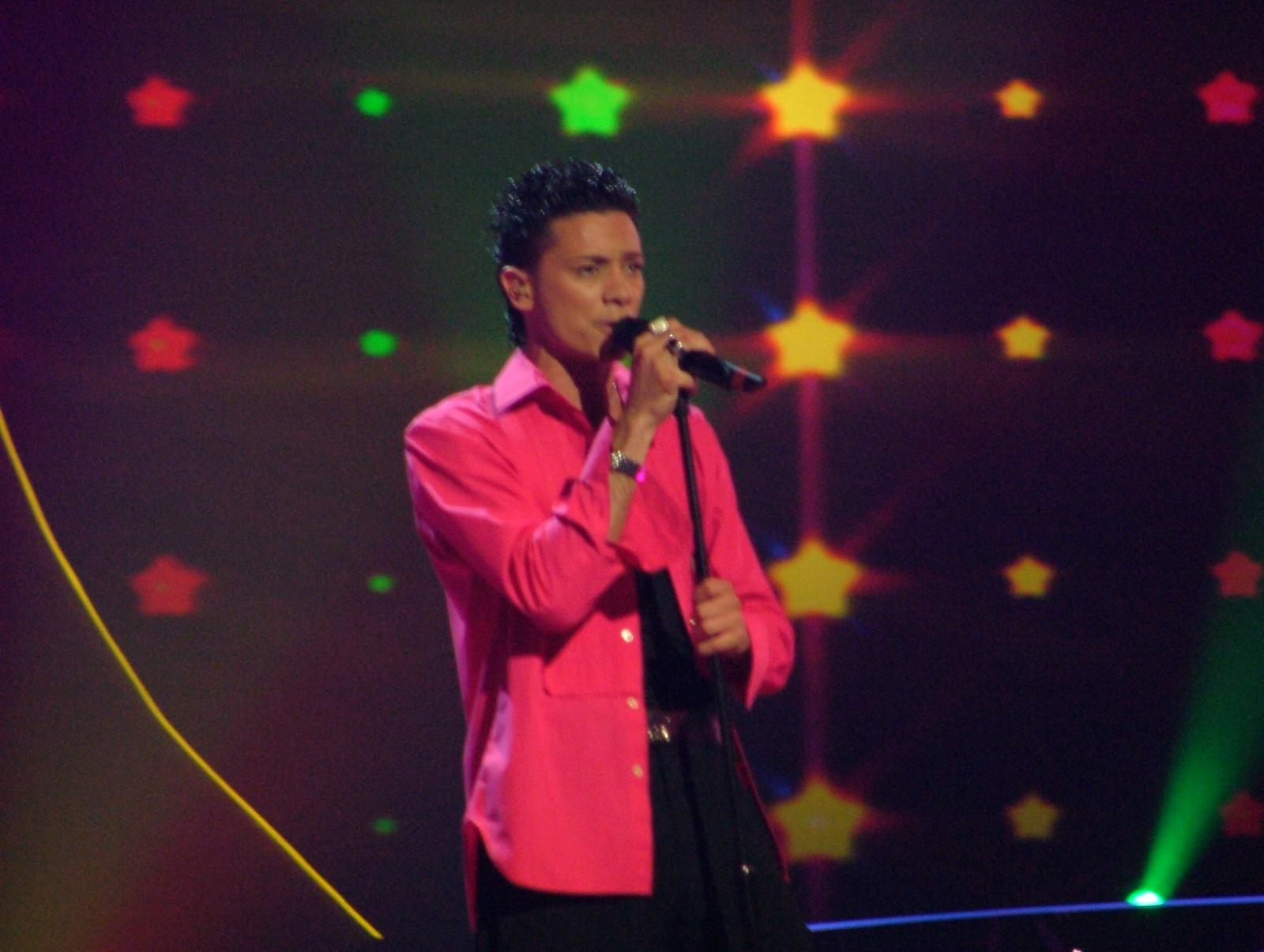
Piero Esteriore à Istanbul (2004)
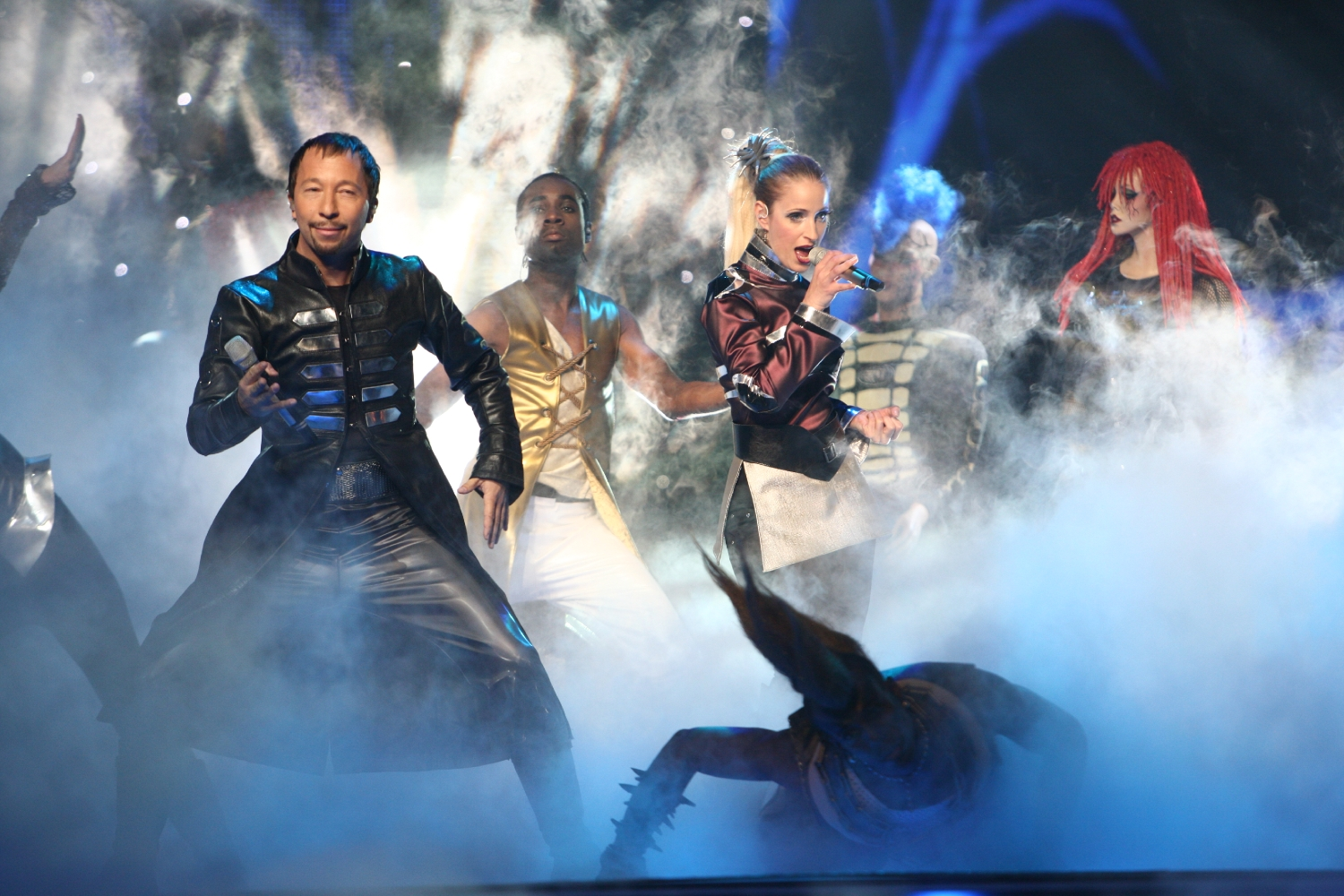
DJ BoBo à Helsinki (2007)
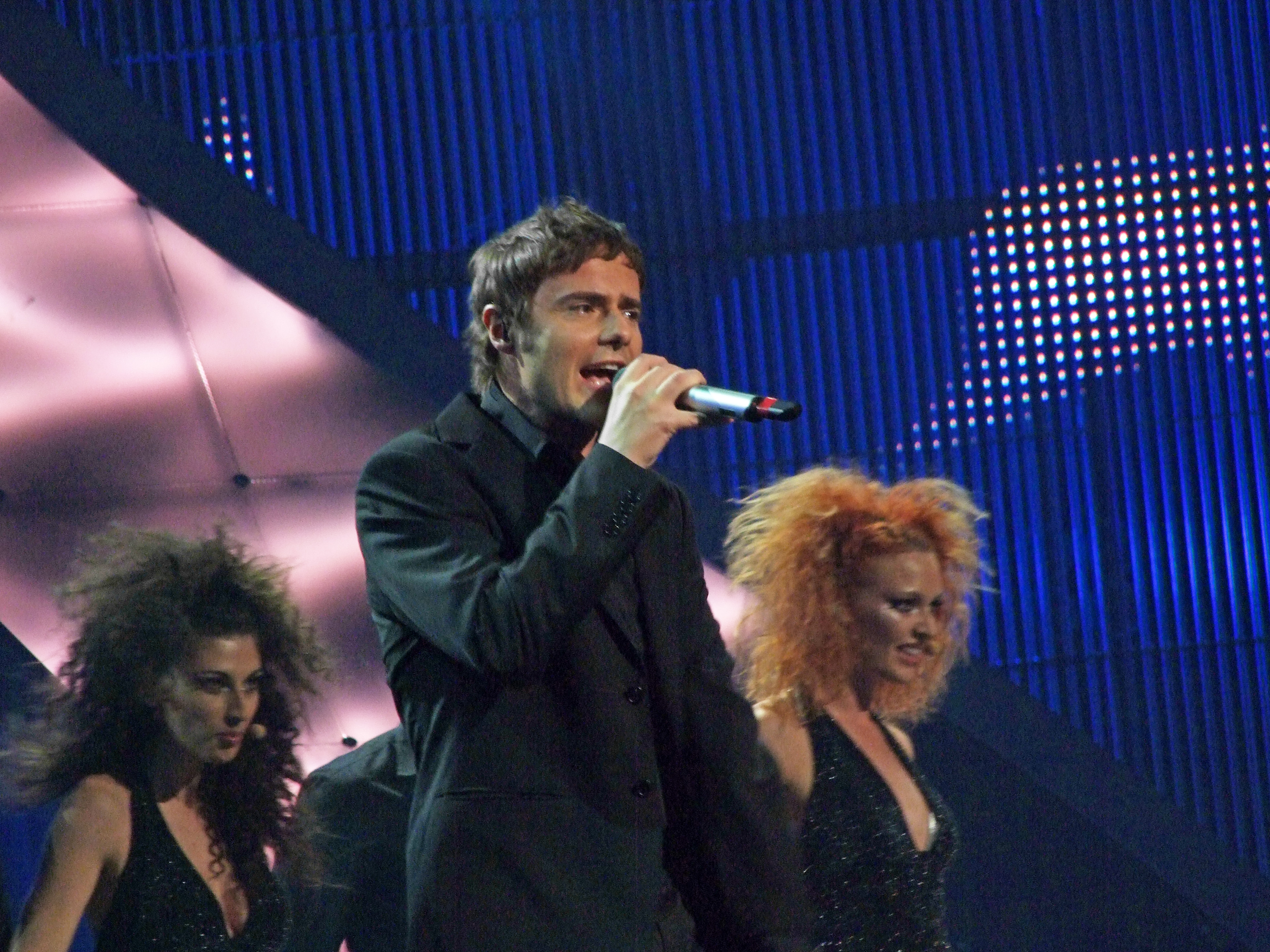
Paolo Meneguzzi à Belgrade (2008)
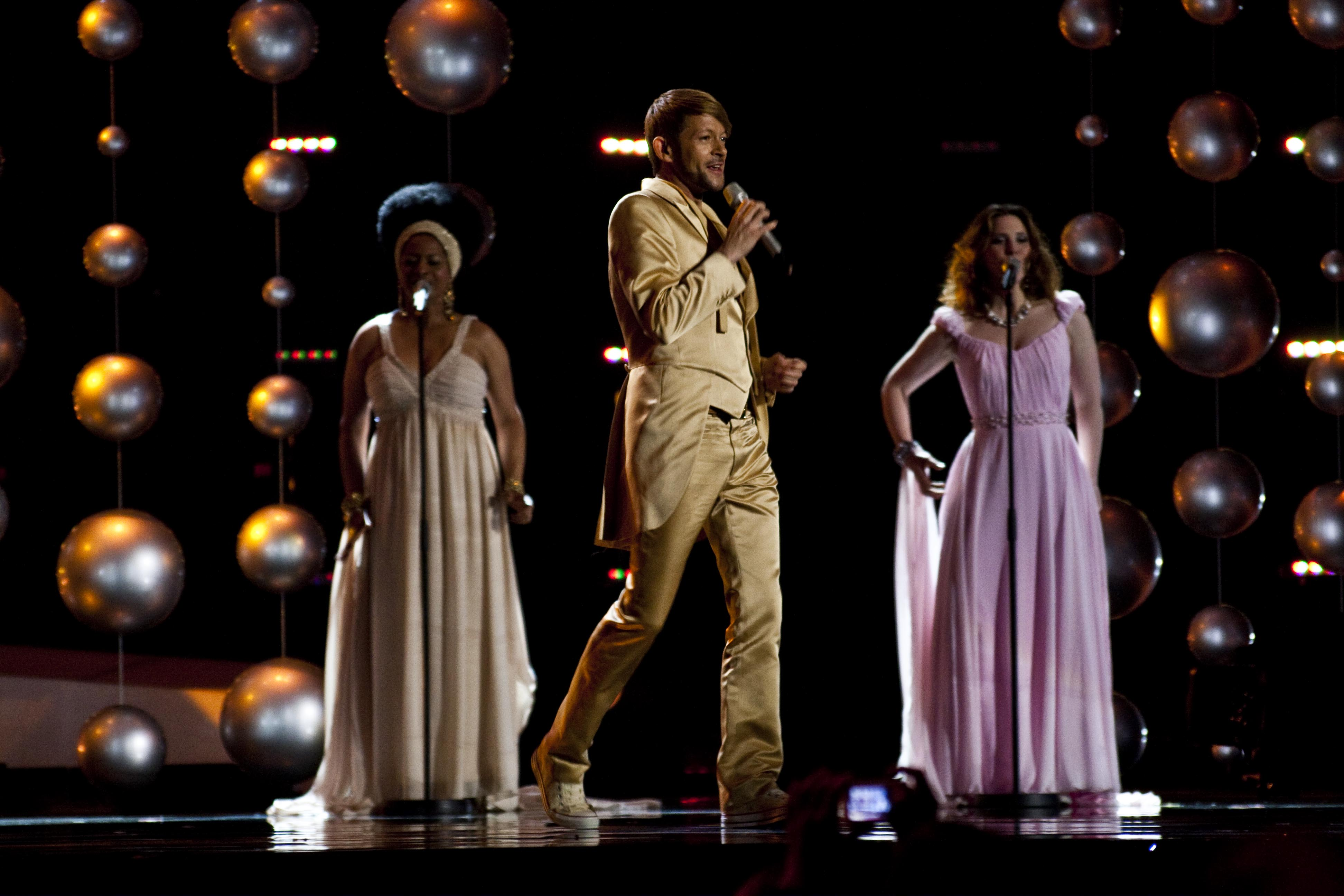
Michael von der Heide à Oslo (2010)
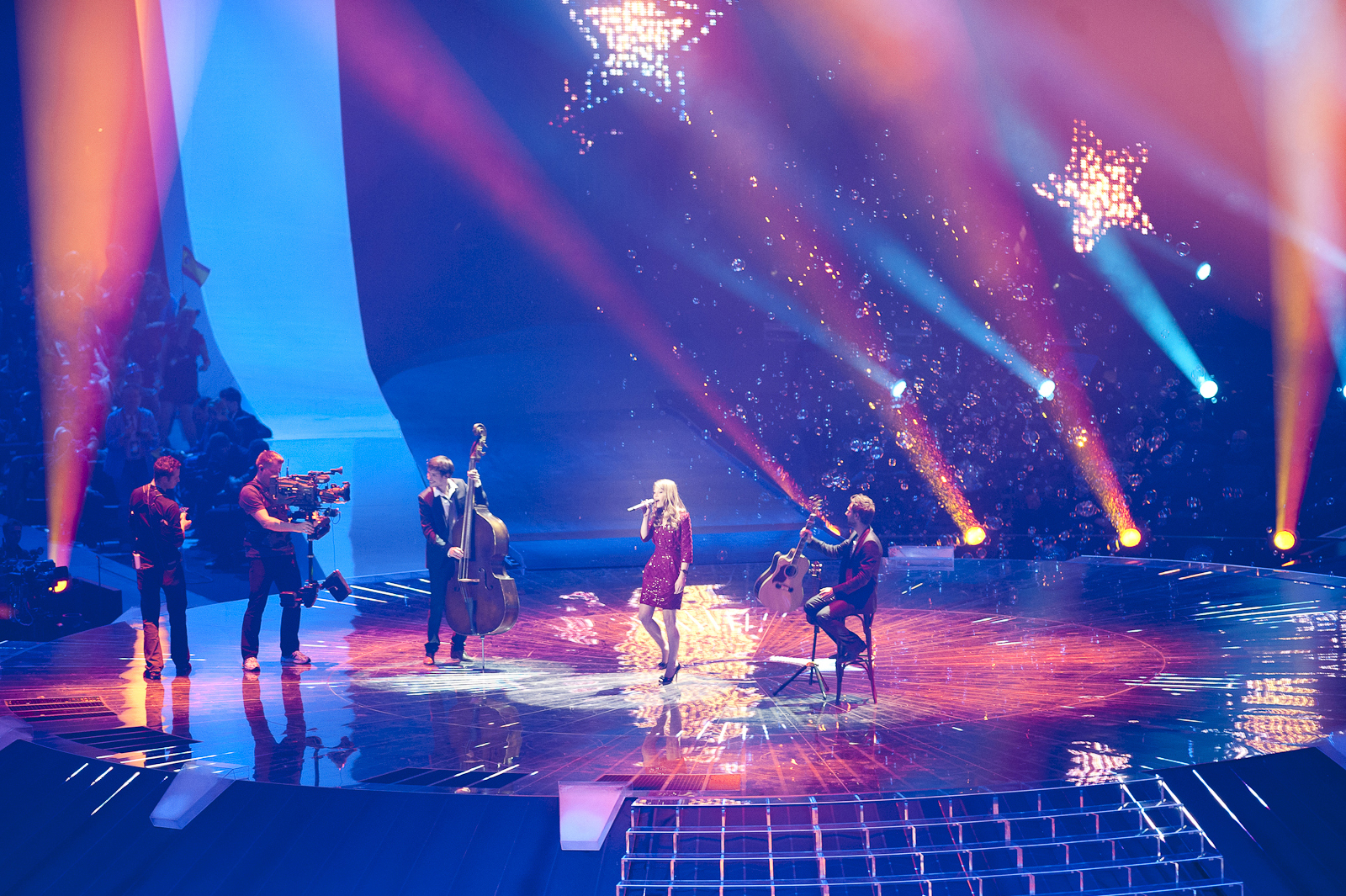
Anna Rossinelli à Düsseldorf (2011)
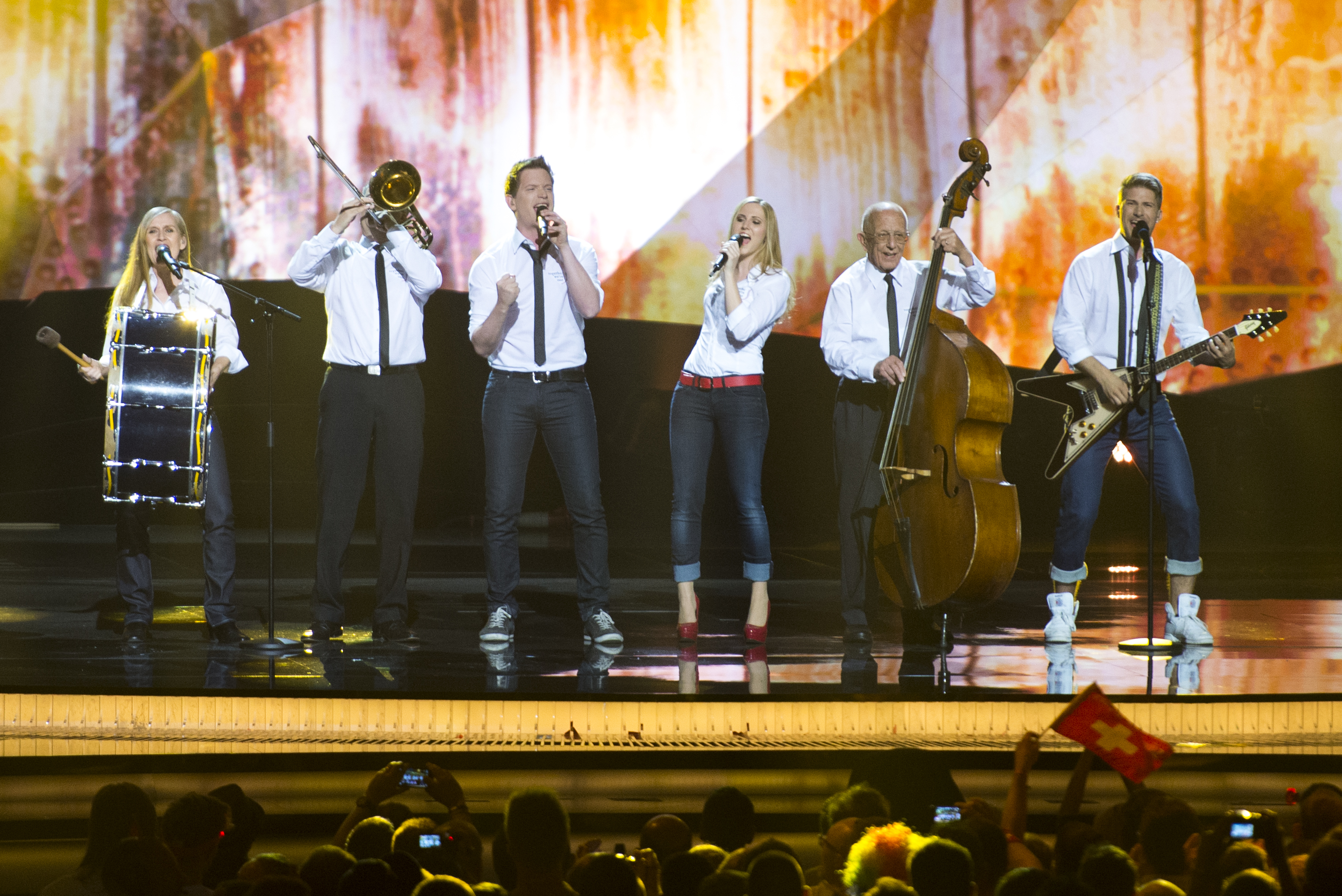
Takasa à Malmö (2013)
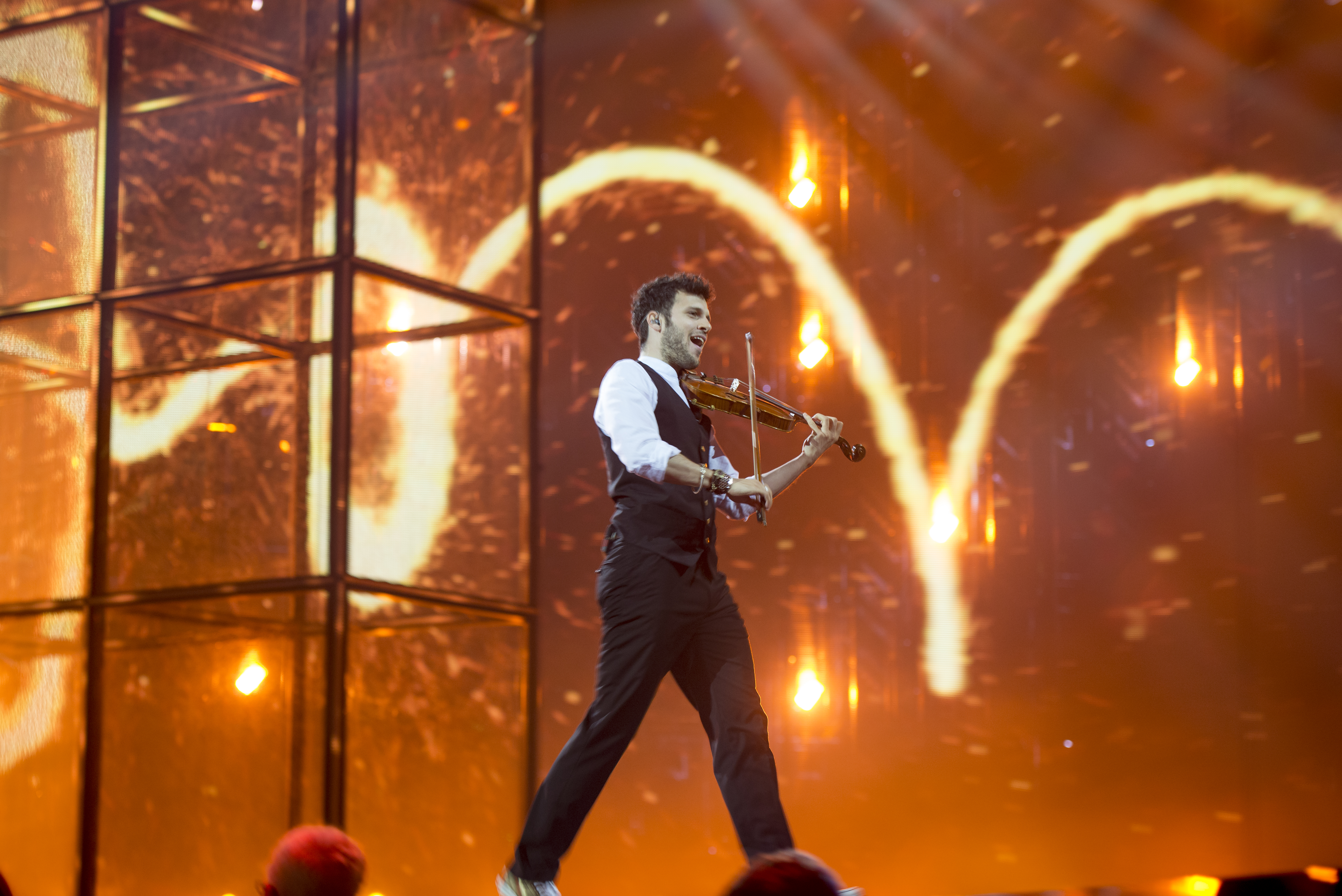
SeBAlter à Copenhague (2014)
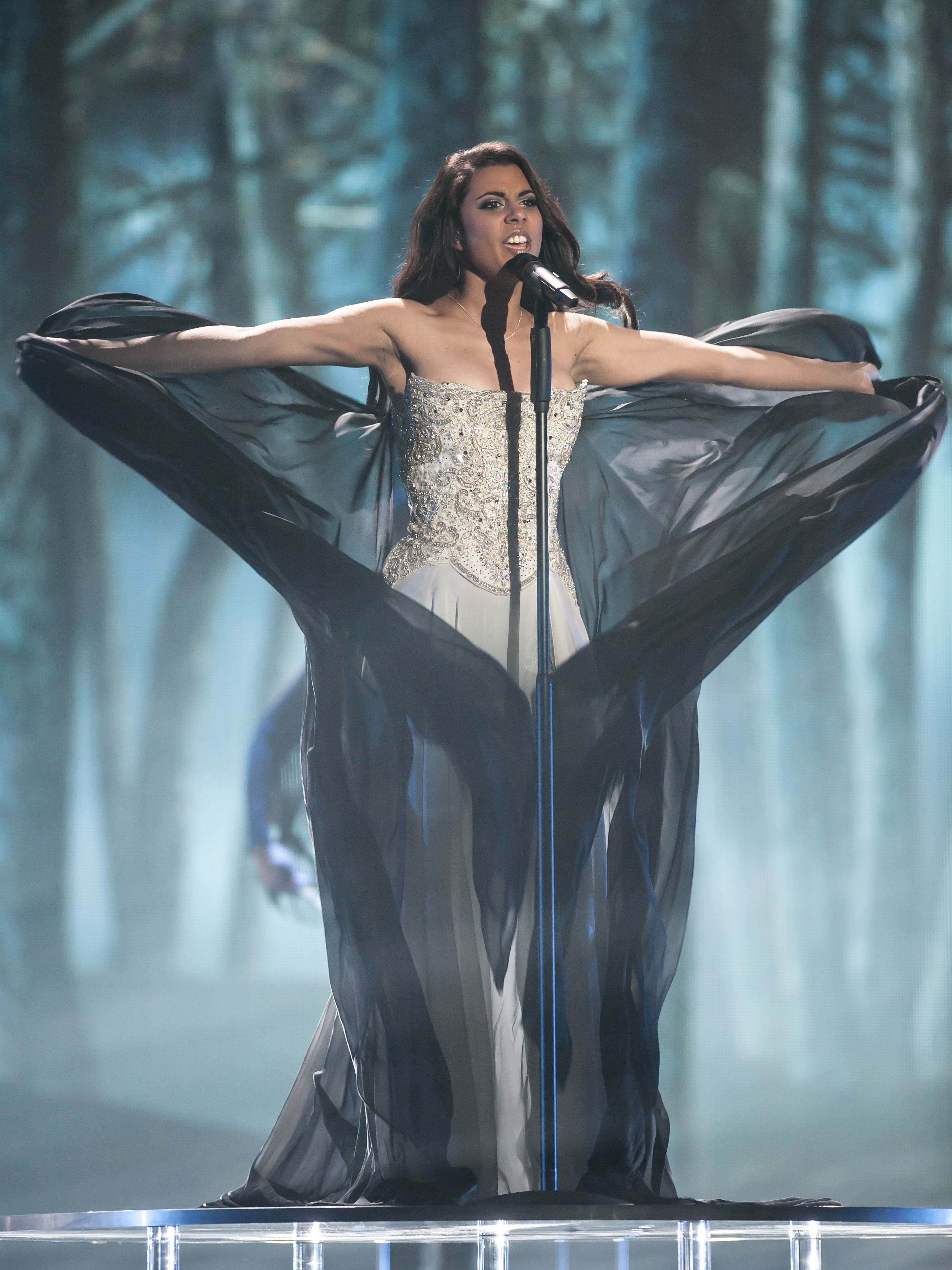
Mélanie René à Vienne (2015)
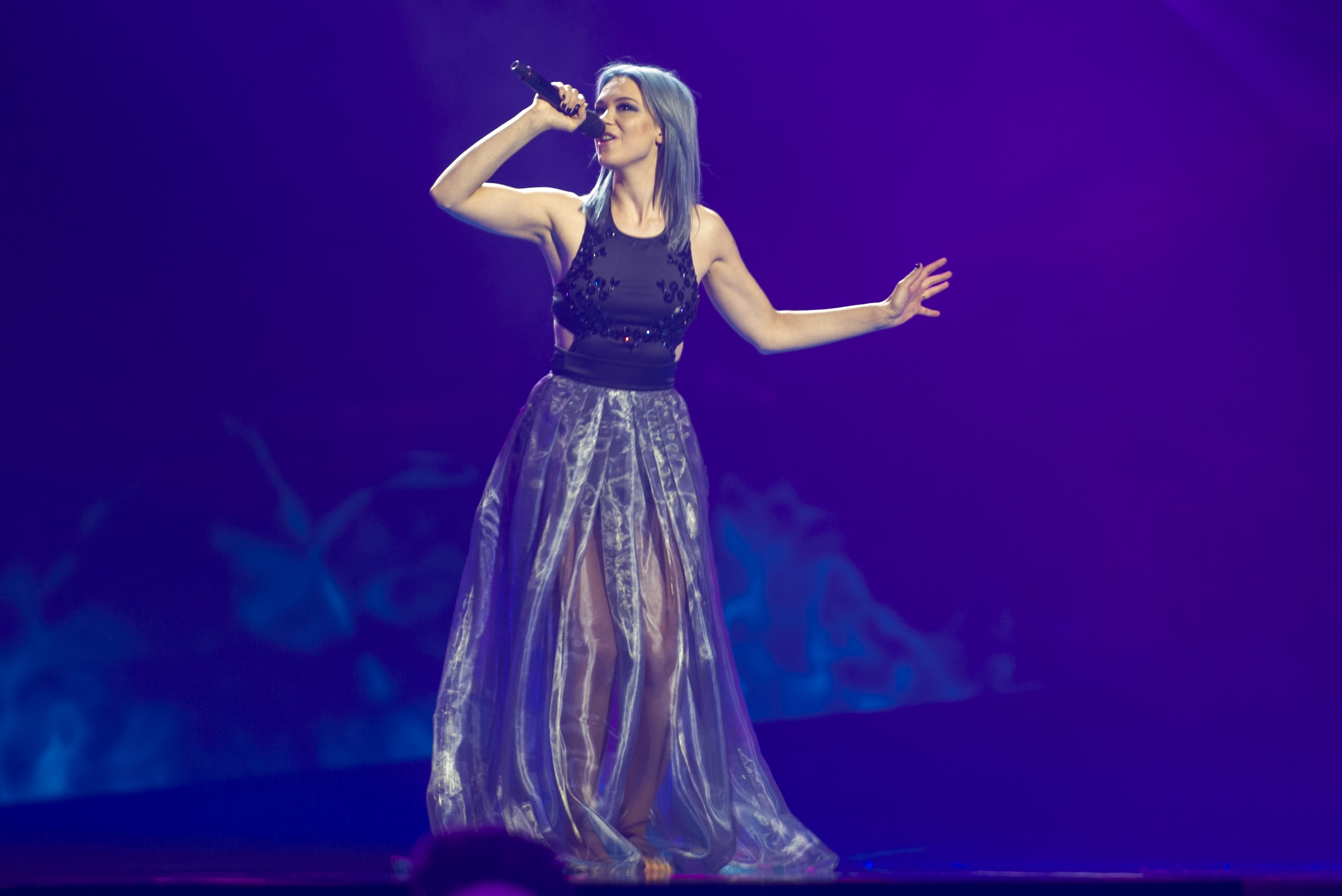
Rykka à Stockholm (2016)
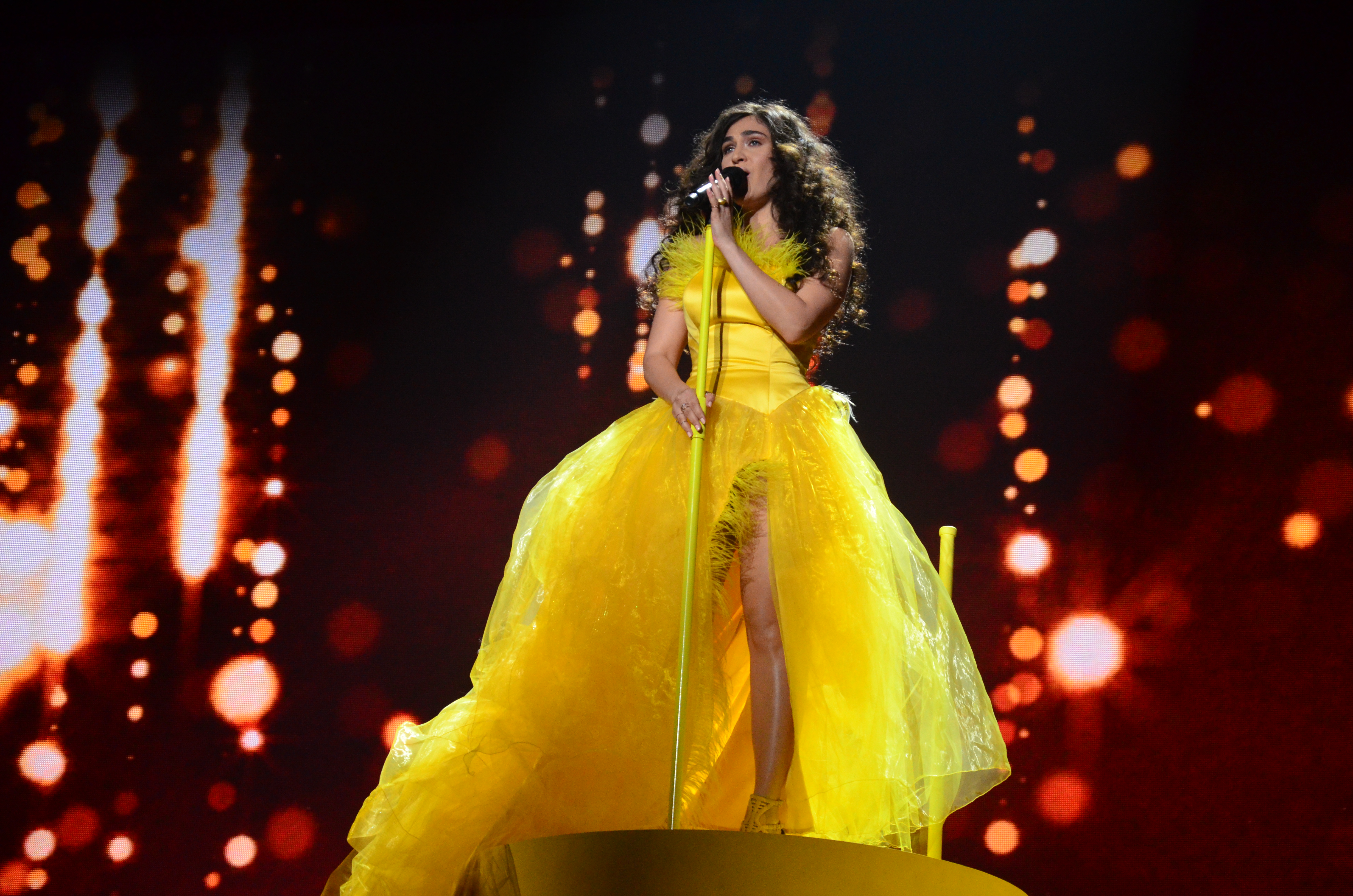
Timebelle à Kiev (2017)
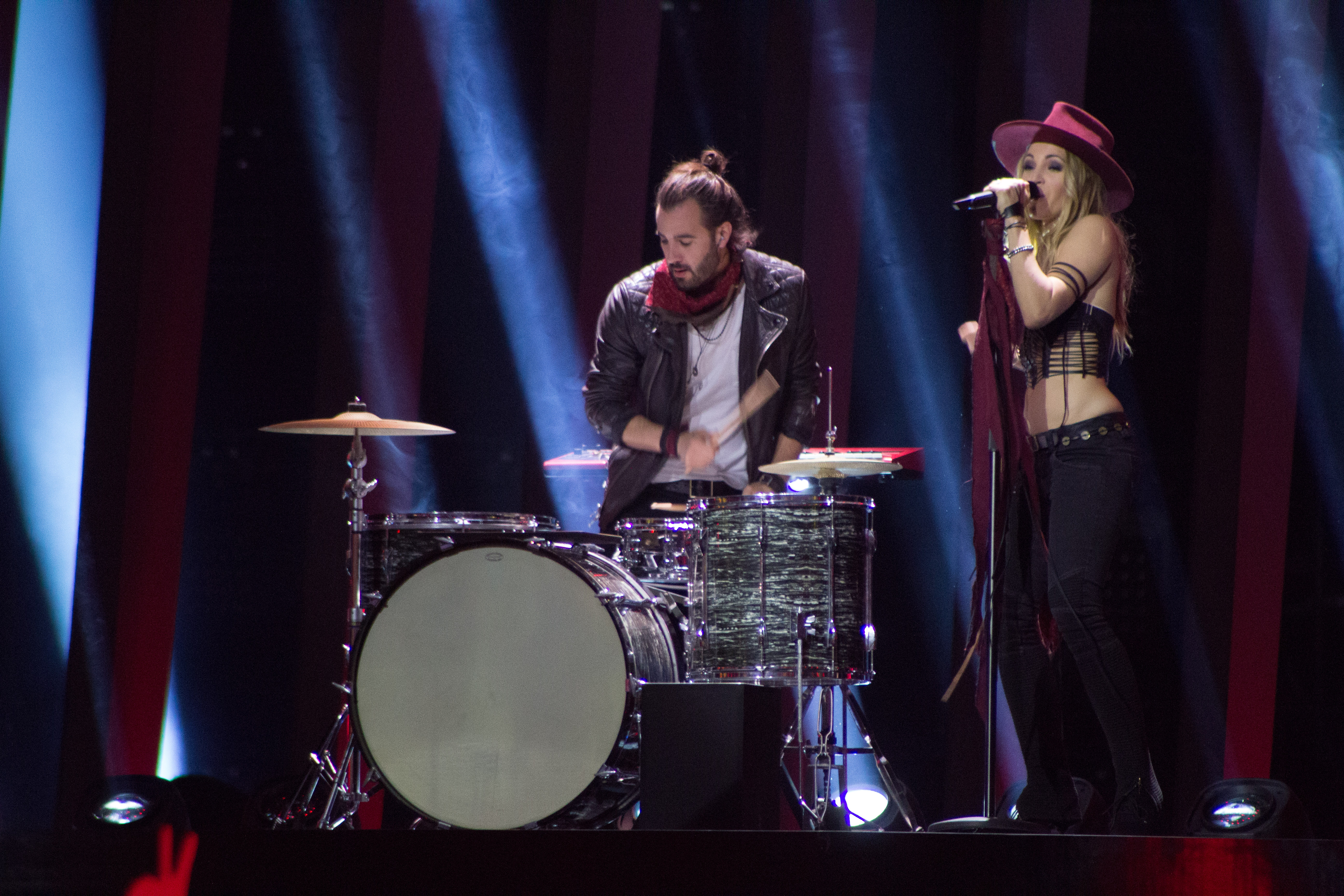
Zibbz à Lisbonne (2018)
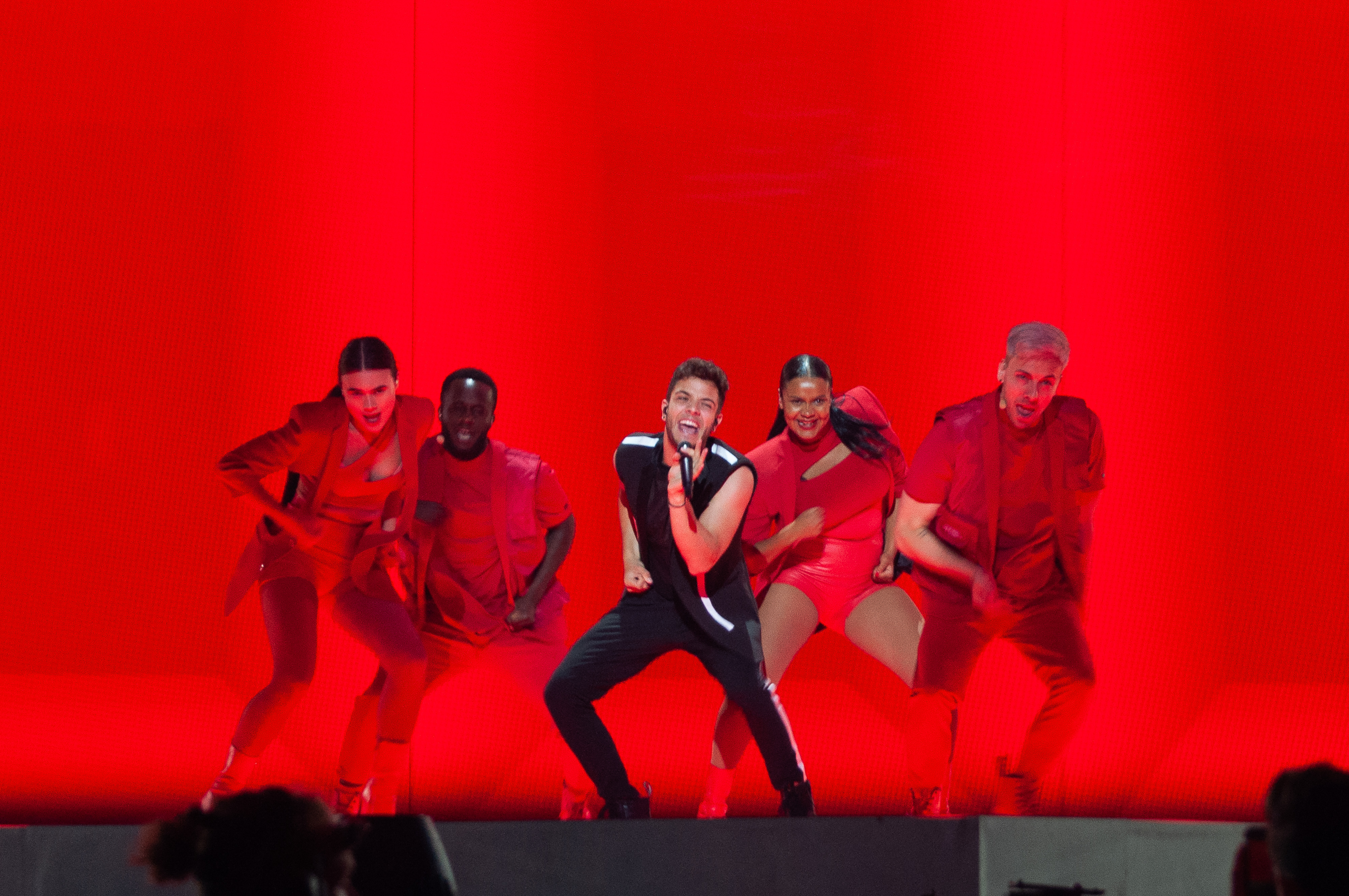
Luca Hänni à Tel Aviv (2019)
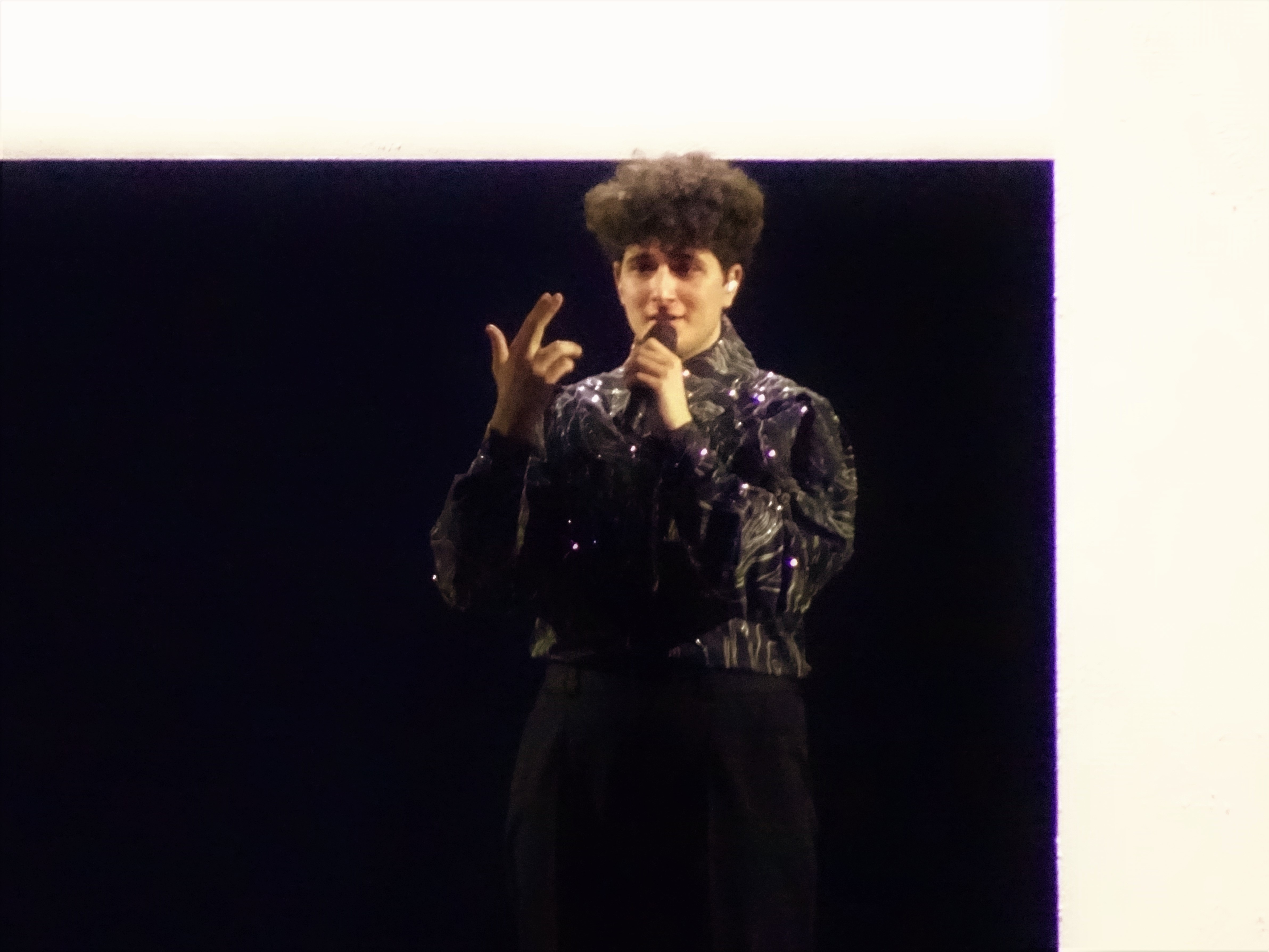
Gjon's Tears à Roterdam (2021)
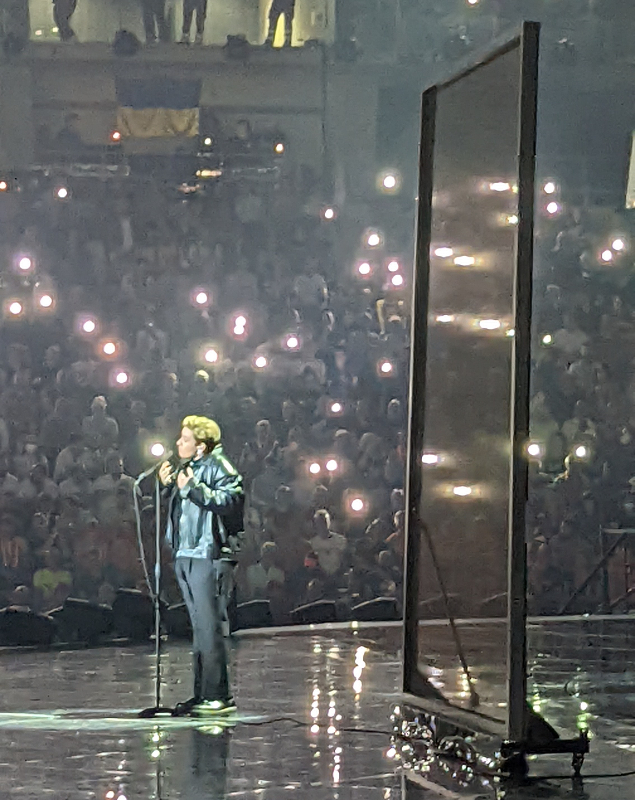
Marius Bear à Turin (2022)
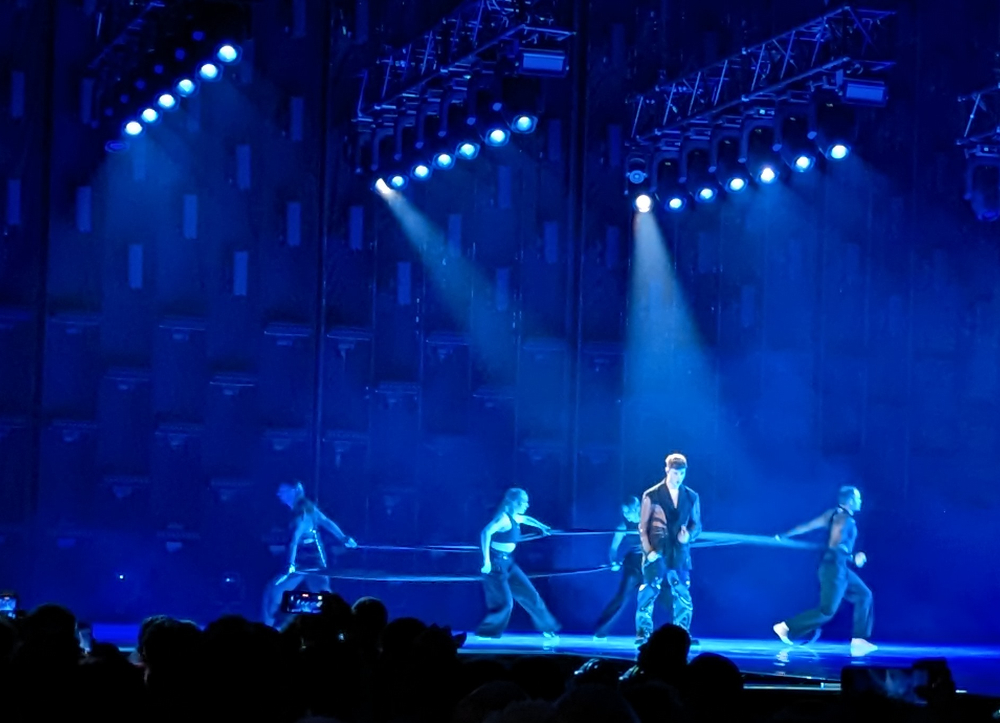
Remo Forrer à Liverpool (2023)
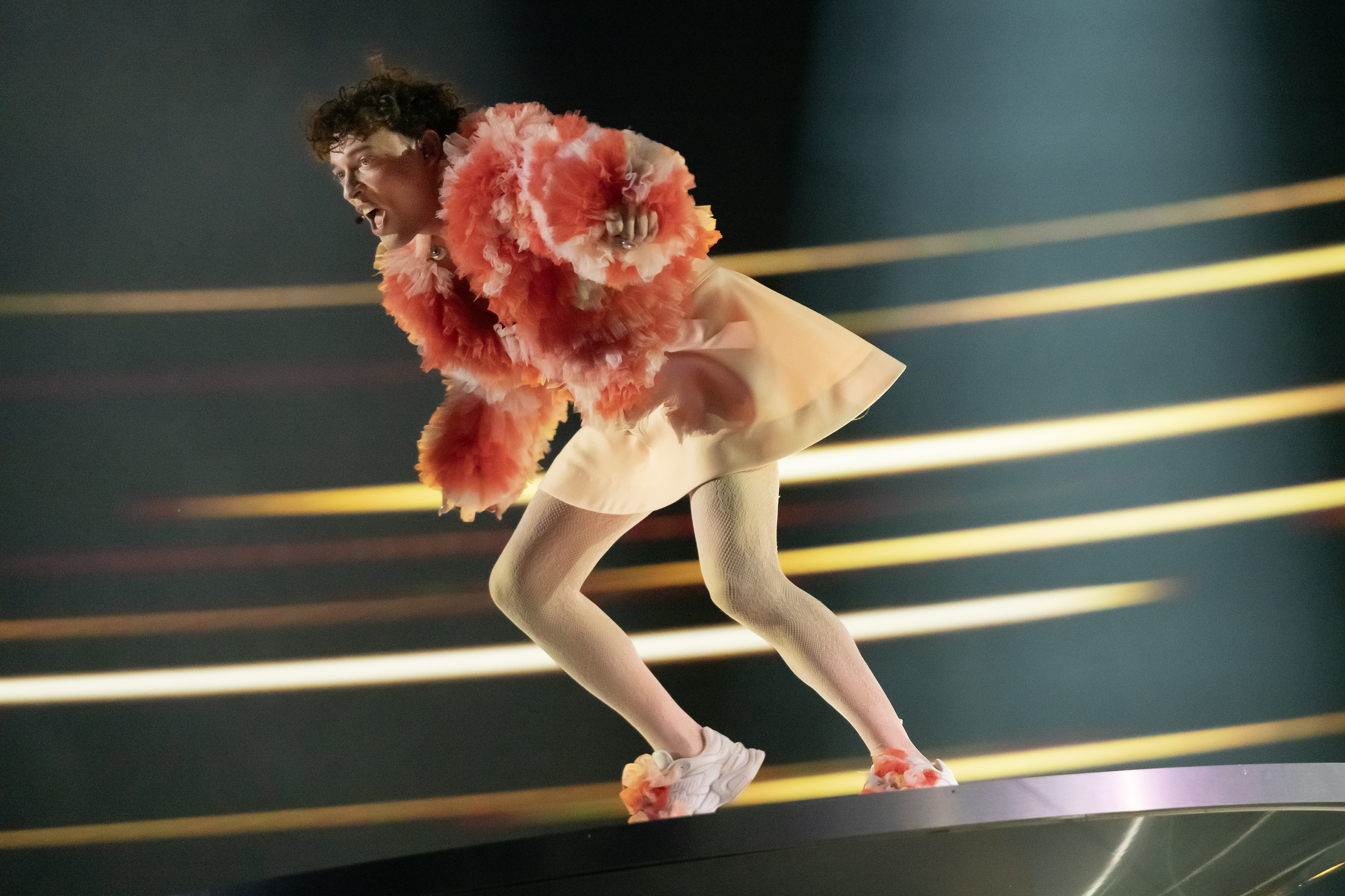
Nemo à Malmö (2024)
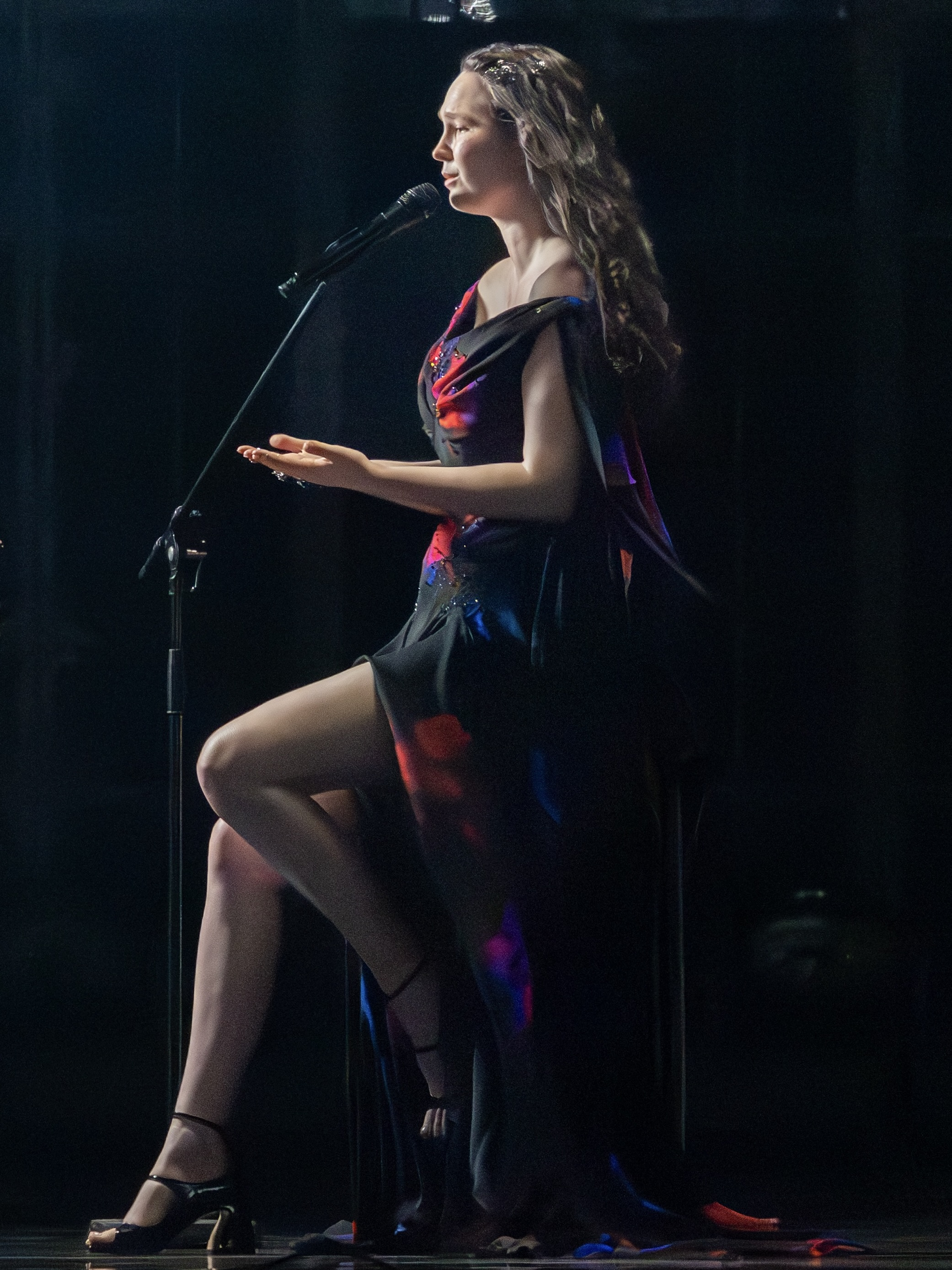
Zoë Më à Bâle (2025)

## Chefs d'orchestre, commentateurs et porte-paroles
La Suisse diffuse le concours sur trois chaînes de télévision : la SRF (de langue allemande), la RTS (de langue française) et la RSI (de langue italienne).
| Année | Chef d'orchestre      | Commentateur(s) germanophone(s) | Commentateur(s) germanophone(s) | Commentateur(s) francophone(s) | Commentateur(s) francophone(s) | Commentateur(s) italophone(s)                   | Commentateur(s) italophone(s) | Porte-parole       |
| ----- | --------------------- | ------------------------------- | ------------------------------- | ------------------------------ | ------------------------------ | ----------------------------------------------- | ----------------------------- | ------------------ |
| 1956  | Fernando Paggi        | -                               | -                               | Georges Hardy                  | Georges Hardy                  | -                                               | -                             | -                  |
| 1957  | Willy Berking         | -                               | -                               | Georges Hardy                  | Georges Hardy                  | -                                               | -                             | Mäni Weber         |
| 1958  | Paul Burkhard         | Theodor Haller                  | Theodor Haller                  | Georges Hardy                  | Georges Hardy                  | -                                               | -                             | Mäni Weber         |
| 1959  | Franck Pourcel        | Theodor Haller                  | Theodor Haller                  | Georges Hardy                  | Georges Hardy                  | -                                               | -                             | Boris Acquadro     |
| 1960  | Cédric Dumont         | Theodor Haller                  | Theodor Haller                  | Georges Hardy                  | Georges Hardy                  | -                                               | -                             | Boris Acquadro     |
| 1961  | Fernando Paggi        | Theodor Haller                  | Theodor Haller                  | Georges Hardy                  | Georges Hardy                  | -                                               | -                             | Boris Acquadro     |
| 1962  | Cédric Dumont         | Theodor Haller                  | Theodor Haller                  | Georges Hardy                  | Georges Hardy                  | Giovanni Bertini                                | Giovanni Bertini              | Boris Acquadro     |
| 1963  | Eric Robinson         | Theodor Haller                  | Theodor Haller                  | Georges Hardy                  | Georges Hardy                  | Giovanni Bertini                                | Giovanni Bertini              | Boris Acquadro     |
| 1964  | Fernando Paggi        | Theodor Haller                  | Theodor Haller                  | Georges Hardy                  | Georges Hardy                  | Giovanni Bertini                                | Giovanni Bertini              | Alexandre Burger   |
| 1965  | Mario Robbiani        | Theodor Haller                  | Theodor Haller                  | Georges Hardy                  | Georges Hardy                  | Giovanni Bertini                                | Giovanni Bertini              | Alexandre Burger   |
| 1966  | Jean Roderès          | Theodor Haller                  | Theodor Haller                  | Georges Hardy                  | Georges Hardy                  | Giovanni Bertini                                | Giovanni Bertini              | Alexandre Burger   |
| 1967  | Hans Moeckel          | Theodor Haller                  | Theodor Haller                  | Georges Hardy                  | Georges Hardy                  | Giovanni Bertini                                | Giovanni Bertini              | Alexandre Burger   |
| 1968  | Mario Robbiani        | Theodor Haller                  | Theodor Haller                  | Georges Hardy                  | Georges Hardy                  | Giovanni Bertini                                | Giovanni Bertini              | Alexandre Burger   |
| 1969  | Henry Mayer           | Theodor Haller                  | Theodor Haller                  | Georges Hardy                  | Georges Hardy                  | Giovanni Bertini                                | Giovanni Bertini              | Alexandre Burger   |
| 1970  | Bernard Gérard        | Theodor Haller                  | Theodor Haller                  | Georges Hardy                  | Georges Hardy                  | Giovanni Bertini                                | Giovanni Bertini              | Alexandre Burger   |
| 1971  | Hardy Schneiders      | Theodor Haller                  | Theodor Haller                  | Georges Hardy                  | Georges Hardy                  | Giovanni Bertini                                | Giovanni Bertini              | -                  |
| 1972  | Jean-Pierre Festi     | Theodor Haller                  | Theodor Haller                  | Georges Hardy                  | Georges Hardy                  | Giovanni Bertini                                | Giovanni Bertini              | -                  |
| 1973  | Hervé Roy             | Theodor Haller                  | Theodor Haller                  | Georges Hardy                  | Georges Hardy                  | Giovanni Bertini                                | Giovanni Bertini              | -                  |
| 1974  | Pepe Ederer           | Theodor Haller                  | Theodor Haller                  | Georges Hardy                  | Georges Hardy                  | Giovanni Bertini                                | Giovanni Bertini              | Alexandre Burger   |
| 1975  | Peter Jacques         | Theodor Haller                  | Theodor Haller                  | Georges Hardy                  | Georges Hardy                  | Giovanni Bertini                                | Giovanni Bertini              | Michel Stocker     |
| 1976  | Mario Robbiani        | Theodor Haller                  | Theodor Haller                  | Georges Hardy                  | Georges Hardy                  | Giovanni Bertini                                | Giovanni Bertini              | Michel Stocker     |
| 1977  | Peter Jacques         | Theodor Haller                  | Theodor Haller                  | Georges Hardy                  | Georges Hardy                  | Giovanni Bertini                                | Giovanni Bertini              | Michel Stocker     |
| 1978  | Daniel Janin          | Theodor Haller                  | Theodor Haller                  | Georges Hardy                  | Georges Hardy                  | Giovanni Bertini                                | Giovanni Bertini              | Michel Stocker     |
| 1979  | Rolf Zuckowski        | Theodor Haller                  | Theodor Haller                  | Georges Hardy                  | Georges Hardy                  | Giovanni Bertini                                | Giovanni Bertini              | Michel Stocker     |
| 1980  | Peter Reber           | Theodor Haller                  | Theodor Haller                  | Georges Hardy                  | Georges Hardy                  | Giovanni Bertini                                | Giovanni Bertini              | Michel Stocker     |
| 1981  | Rolf Zuckowski        | Theodor Haller                  | Theodor Haller                  | Georges Hardy                  | Georges Hardy                  | Giovanni Bertini                                | Giovanni Bertini              | Michel Stocker     |
| 1982  | Joan Amils            | Theodor Haller                  | Theodor Haller                  | Georges Hardy                  | Georges Hardy                  | Giovanni Bertini                                | Giovanni Bertini              | Michel Stocker     |
| 1983  | Robert Weber          | Theodor Haller                  | Theodor Haller                  | Georges Hardy                  | Georges Hardy                  | Giovanni Bertini                                | Giovanni Bertini              | Michel Stocker     |
| 1984  | Mario Robbiani        | Bernard Thurnheer               | Bernard Thurnheer               | Serge Moisson                  | Serge Moisson                  | Ezio Guidi                                      | Ezio Guidi                    | Michel Stocker     |
| 1985  | Anita Kerr            | Bernard Thurnheer               | Bernard Thurnheer               | Serge Moisson                  | Serge Moisson                  | Ezio Guidi                                      | Ezio Guidi                    | Michel Stocker     |
| 1986  | Atilla Şereftuğ       | Bernard Thurnheer               | Bernard Thurnheer               | Serge Moisson                  | Serge Moisson                  | Ezio Guidi                                      | Ezio Guidi                    | Michel Stocker     |
| 1987  | -                     | Bernard Thurnheer               | Bernard Thurnheer               | Serge Moisson                  | Serge Moisson                  | Ezio Guidi                                      | Ezio Guidi                    | Michel Stocker     |
| 1988  | Atilla Şereftuğ       | Bernard Thurnheer               | Bernard Thurnheer               | Serge Moisson                  | Serge Moisson                  | Ezio Guidi                                      | Ezio Guidi                    | Michel Stocker     |
| 1989  | Benoît Kaufman        | Bernard Thurnheer               | Bernard Thurnheer               | Ivan Frésard                   | Ivan Frésard                   | Ezio Guidi                                      | Ezio Guidi                    | Michel Stocker     |
| 1990  | Bela Balint           | Bernard Thurnheer               | Bernard Thurnheer               | Ivan Frésard                   | Ivan Frésard                   | Emanuela Gaggini                                | Emanuela Gaggini              | Michel Stocker     |
| 1991  | Flaviano Cuffari      | Bernard Thurnheer               | Bernard Thurnheer               | Lolita Morena                  | Lolita Morena                  | Emanuela Gaggini                                | Emanuela Gaggini              | Michel Stocker     |
| 1992  | Roby Seidel           | Mariano Tschuor                 | Mariano Tschuor                 | Ivan Frésard                   | Ivan Frésard                   | Emanuela Gaggini                                | Emanuela Gaggini              | Michel Stocker     |
| 1993  | Marc Sorrentino       | Bernard Thurnheer               | Bernard Thurnheer               | Jean-Marc Richard              | Jean-Marc Richard              | Emanuela Gaggini                                | Emanuela Gaggini              | Michel Stocker     |
| 1994  | Valeriano Chiaravalle | Bernard Thurnheer               | Bernard Thurnheer               | Jean-Marc Richard              | Jean-Marc Richard              | Wilma Gilardi                                   | Wilma Gilardi                 | Sandra Simó        |
| 1995  | relégation            | Heinz Margot                    | Heinz Margot                    | Jean-Marc Richard              | Jean-Marc Richard              | Joanne Holder                                   | Joanne Holder                 | relégation         |
| 1996  | Rui dos Reis          | Sandra Studer                   | Sandra Studer                   | Pierre Grandjean               | Pierre Grandjean               | Joanne Holder                                   | Joanne Holder                 | Yves Ménestrier    |
| 1997  | Pietro Damiani        | Heinz Margot                    | Roman Kilchsperger              | Pierre Grandjean               | Pierre Grandjean               | Jonathan Tedesco                                | Jonathan Tedesco              | Sandy Altermatt    |
| 1998  | -                     | Heinz Margot                    | Roman Kilchsperger              | Jean-Marc Richard              | Jean-Marc Richard              | Jonathan Tedesco                                | Jonathan Tedesco              | Regula Elsener     |
| 1999  | -                     | Sandra Studer                   | Sandra Studer                   | Jean-Marc Richard              | Jean-Marc Richard              | Jonathan Tedesco                                | Jonathan Tedesco              | relégation         |
| 2000  | -                     | Sandra Studer                   | Sandra Studer                   | Jean-Marc Richard              | Jean-Marc Richard              | Jonathan Tedesco                                | Jonathan Tedesco              | Astrid Von Stockar |
| 2001  | -                     | Sandra Studer                   | Sandra Studer                   | Jean-Marc Richard              | Jean-Marc Richard              | Jonathan Tedesco                                | Jonathan Tedesco              | relégation         |
| 2002  | -                     | Sandra Studer                   | Sandra Studer                   | Phil Mundwiller                | Phil Mundwiller                | Jonathan Tedesco                                | Claudio Lazzarino             | Diana Jörg         |
| 2003  | -                     | Roman Kilchsperger              | Roman Kilchsperger              | Jean-Marc Richard              |                                | Daniele Rauseo                                  |                               | relégation         |
| 2004  | -                     | Sandra Studer                   | Sandra Studer                   | Jean-Marc Richard              | Claudio Lazzarino              | Daniele Rauseo                                  | Emel Aykanat                  |                    |
| 2005  | -                     | Sandra Studer                   | Sandra Studer                   | Jean-Marc Richard              | Claudio Lazzarino              | Daniele Rauseo                                  | Marie-Thérèse Porchet         | Cécile Bähler      |
| 2006  | -                     | Sandra Studer                   | Sandra Studer                   | Jean-Marc Richard              | Claudio Lazzarino              | Alain Morisod                                   | Sandy Altermatt               | Jubaira Bachmann   |
| 2007  | -                     | Bernard Thurnheer               | Bernard Thurnheer               | Jean-Marc Richard              | Claudio Lazzarino              | Nicolas Tanner (demi-finale) Henri Dès (finale) | Sandy Altermatt               | Sven Epiney        |
| 2008  | -                     | Sven Epiney                     | Sven Epiney                     | Jean-Marc Richard              | Nicolas Tanner                 |                                                 | Sandy Altermatt               | Cécile Bähler      |
| 2009  | -                     | Sven Epiney                     | Sven Epiney                     | Jean-Marc Richard              | Nicolas Tanner                 |                                                 | Sandy Altermatt               | Cécile Bähler      |
| 2010  | -                     | Sven Epiney                     | Sven Epiney                     | Jean-Marc Richard              | Nicolas Tanner                 | Christa Rigozzi                                 | Sandy Altermatt               |                    |
| 2011  | -                     | Sven Epiney                     | Sven Epiney                     | Jean-Marc Richard              | Nicolas Tanner                 | Jonathan Tedesco                                | Cécile Bähler                 |                    |
| 2012  | -                     | Sven Epiney                     | Sven Epiney                     | Jean-Marc Richard              | Nicolas Tanner                 | Clarissa Tami                                   | Paolo Meneguzzi               | Sara Hildebrand    |
| 2013  | -                     | Sven Epiney                     | Sven Epiney                     | Jean-Marc Richard              | Nicolas Tanner                 | Alessandro Bertoglio                            |                               | Mélanie Freymond   |
| 2014  | -                     | Sven Epiney                     | Sven Epiney                     | Jean-Marc Richard              | Nicolas Tanner                 | Alessandro Bertoglio                            | Sandy Altermatt               | Kurt Aeschbacher   |
| 2015  | -                     | Sven Epiney                     | Sven Epiney                     | Jean-Marc Richard              | Nicolas Tanner                 | Clarissa Tami                                   | Paolo Meneguzzi               | Laetitia Guarino   |
| 2016  | -                     | Sven Epiney                     | Sven Epiney                     | Jean-Marc Richard              | Nicolas Tanner                 | Clarissa Tami                                   | Michele Carobbio              | Sebalter           |
| 2017  | -                     | Sven Epiney                     | Sven Epiney                     | Jean-Marc Richard              | Nicolas Tanner                 | Clarissa Tami                                   | Sebalter                      | Luca Hänni         |
| 2018  | -                     | Sven Epiney                     | Sven Epiney                     | Jean-Marc Richard              | Nicolas Tanner                 | Clarissa Tami                                   | Sebalter                      | Letícia Carvalho   |
| 2019  | -                     | Sven Epiney                     | Sven Epiney                     | Jean-Marc Richard              | Nicolas Tanner & Bastian Baker | Clarissa Tami                                   | Sebalter                      | Sinplus            |

## Historique de vote
Depuis 1975, la Suisse a attribué en finale le plus de points à :
| Rang | Pays        | Points |
| ---- | ----------- | ------ |
| 1    | Italie      | 236    |
| 2    | France      | 198    |
| 3    | Suède       | 178    |
| 4    | Espagne     | 176    |
| 5    | Irlande     | 172    |
| 6    | Allemagne   | 169    |
| 7    | Israël      | 167    |
| 8    | Royaume-Uni | 161    |
| 9    | Portugal    | 148    |
| 10   | Pays-Bas    | 127    |

Depuis 1975, la Suisse a reçu en finale le plus de points de la part de :
| Rang | Pays        | Points |
| ---- | ----------- | ------ |
| 1    | Pays-Bas    | 175    |
| 1    | Royaume-Uni | 161    |
| 3    | Finlande    | 159    |
| 4    | Autriche    | 157    |
| 5    | Belgique    | 150    |
| 6    | Danemark    | 141    |
| 7    | Norvège     | 138    |
| 8    | Portugal    | 136    |
| 9    | Allemagne   | 133    |
| 10   | Irlande     | 127    |

### 12 Points
Légende
 Vainqueur - La Suisse a donné 12 points à la chanson victorieuse / La Suisse a reçu 12 points et a gagné le concours
 2e place - La Suisse a donné 12 points à la chanson arrivée à la seconde place / La Suisse a reçu 12 points et est arrivée deuxième
 3e place - La Suisse a donné 12 points à la chanson arrivée à la troisième place / La Suisse a reçu 12 points et est arrivée troisième
 Qualifiée - La Suisse a donné 12 points à une chanson parvenue à se qualifier pour la finale / La Suisse a reçu 12 points et s'est qualifiée pour la finale
 Non-qualifiée - La Suisse a donné 12 points à une chanson éliminée durant les demi-finales / La Suisse a reçu 12 points mais n'est pas parvenue à se qualifier pour la finale
| Année         | Attribués            | Attribués            | Reçus | Reçus                                                     |
| Année         | Finale               | Demi-Finale          | Finale | Demi-Finale                                               |
| 1975          | Finlande             | Pas de demi-finales  | Italie | Pas de demi-finales                                       |
| 1976          | Royaume-Uni          | Pas de demi-finales  | Royaume-Uni | Pas de demi-finales                                       |
| 1977          | France               | Pas de demi-finales  | Aucun | Pas de demi-finales                                       |
| 1978          | Israël               | Pas de demi-finales  | Aucun | Pas de demi-finales                                       |
| 1979          | Espagne              | Pas de demi-finales  | Autriche | Pas de demi-finales                                       |
| 1980          | Irlande              | Pas de demi-finales  | Finlande Irlande | Pas de demi-finales                                       |
| 1981          | France               | Pas de demi-finales  | Finlande Irlande Norvège Royaume-Uni Yougoslavie | Pas de demi-finales                                       |
| 1982          | Allemagne            | Pas de demi-finales  | Belgique Royaume-Uni | Pas de demi-finales                                       |
| 1983          | Pays-Bas             | Pas de demi-finales  | Aucun | Pas de demi-finales                                       |
| 1984          | Irlande              | Pas de demi-finales  | Aucun | Pas de demi-finales                                       |
| 1985          | Turquie              | Pas de demi-finales  | Aucun | Pas de demi-finales                                       |
| 1986          | Suède                | Pas de demi-finales  | Belgique Israël Luxembourg Pays-Bas Suède | Pas de demi-finales                                       |
| 1987          | Irlande              | Pas de demi-finales  | Aucun | Pas de demi-finales                                       |
| 1988          | Luxembourg           | Pas de demi-finales  | Allemagne Portugal Suède | Pas de demi-finales                                       |
| 1989          | Grèce                | Pas de demi-finales  | Aucun | Pas de demi-finales                                       |
| 1990          | France               | Pas de demi-finales  | Danemark Grèce | Pas de demi-finales                                       |
| 1991          | Espagne              | Pas de demi-finales  | Belgique Luxembourg | Pas de demi-finales                                       |
| 1992          | France               | Pas de demi-finales  | Islande | Pas de demi-finales                                       |
| 1993          | Irlande              | Pas de demi-finales  | Allemagne France Luxembourg | Pas de demi-finales                                       |
| 1994          | Irlande              | Pas de demi-finales  | Aucun | Pas de demi-finales                                       |
| 1996          | Irlande              | Pas de demi-finales  | Aucun | Pas de demi-finales                                       |
| 1997          | Royaume-Uni          | Pas de demi-finales  | Aucun | Pas de demi-finales                                       |
| 1998          | Allemagne            | Pas de demi-finales  | Aucun | Pas de demi-finales                                       |
| 2000          | Allemagne            | Pas de demi-finales  | Aucun | Pas de demi-finales                                       |
| 2002          | Espagne              | Pas de demi-finales  | Aucun | Pas de demi-finales                                       |
| 2004          | Serbie-et-Monténégro | Serbie-et-Monténégro | Non qualifiée | Aucun                                                     |
| 2005          | Serbie-et-Monténégro | Portugal             | Estonie Lettonie | Estonie                                                   |
| 2006          | Bosnie-Herzégovine   | Bosnie-Herzégovine   | Malte | Qualifiée d'Office                                        |
| 2007          | Serbie               | Serbie               | Non qualifiée | Aucun                                                     |
| 2008          | Serbie               | Portugal             | Non qualifiée | Malte                                                     |
| 2009          | Turquie              | Turquie              | Non qualifiée | Aucun                                                     |
| 2010          | Allemagne            | Irlande              | Non qualifiée | Aucun                                                     |
| 2011          | Bosnie-Herzégovine   | Serbie               | Aucun | Aucun                                                     |
| 2012          | Albanie              | Albanie              | Non qualifiée | Aucun                                                     |
| 2013          | Italie               | Hongrie              | Non qualifiée | Aucun                                                     |
| 2014          | Autriche             | Autriche             | Aucun | Pologne                                                   |
| 2015          | Suède                | Suède                | Non qualifiée | Aucun                                                     |
| 2016 Jury     | Australie            | Australie            | Non qualifiée | Aucun                                                     |
| 2016 Télévote | Serbie               | Serbie               | Non qualifiée | Aucun                                                     |
| 2017 Jury     | Portugal             | Bulgarie             | Non qualifiée | Aucun                                                     |
| 2017 Télévote | Portugal             | Serbie               | Non qualifiée | Aucun                                                     |
| 2018 Jury     | Allemagne            | Estonie              | Non qualifiée | Aucun                                                     |
| 2018 Télévote | Serbie               | Autriche             | Non qualifiée | Aucun                                                     |
| 2019 Jury     | Macédoine            | Pays-Bas             | Aucun | Suède                                                     |
| 2019 Télévote | Italie               | Albanie              | Autriche | Allemagne Autriche Malte                                  |
| 2021 Jury     | France               | Bulgarie             | Albanie Belgique Danemark Estonie Finlande Islande Israël Lettonie | Albanie Autriche Danemark Espagne Estonie Géorgie Islande |
| 2021 Télévote | Serbie               | Serbie               | Albanie | Albanie                                                   |
| 2022 Jury     | Grèce                | Pays-Bas             | Aucun | Bulgarie                                                  |
| 2022 Télévote | Serbie               | Portugal             | Aucun | Aucun                                                     |
| 2023 Jury     | Tchéquie             | Pas de jury          | Aucun | Pas de jury                                               |
| 2023 Télévote | Albanie              | Portugal             | Aucun | Aucun                                                     |
| 2024 Jury     | Grèce                | Pas de jury          | Albanie Autriche Azerbaïdjan Danemark Espagne Estonie Finlande Géorgie Grèce Irlande Italie Lettonie Lituanie Luxembourg Malte Norvège Pays-Bas Pologne Portugal Saint-Marin Suède Ukraine | Pas de jury                                               |
| 2024 Télévote | Israël               | Israël               | Ukraine | Saint-Marin                                               |
| 2025 Jury     | Italie               | Pas de jury          | Espagne Estonie Pologne | Qualifié d'Office                                         |
| 2025 Télévote | Israël               | Pays-Bas             | Aucun | Qualifié d'Office                                         |